# Liste over skibe bygget hos John I. Thornycroft & Company, Woolston
Denne liste omfatter skibe, der blev bygget af John I. Thornycroft & Company på værftet i Woolston ved Southampton i England. I 1966 fusionerede firmaet med Vosper & Company. Det sammensluttede selskab fortsatte produktionen i Woolston, og skibe bygget efter 1966 er ikke med på listen.

## Skibene
Listen er sorteret efter leveringsår, med værftets byggenummer som sekundær nøgle. En stor del af oplysningerne er tilvejebragt fra Miramar Ship Index via et Wikipedia-partnerskab.
| Levering | Navn                  | Værft Nr. | Tonnage | Beskrivelse | Illustration |
| -------- | --------------------- | --------- | ------- | --- | ------------ |
| 1906     | Branwen               | 423       | 122     | Yacht, søsat i fjerde kvartal 1906, og bygget til Lord Howard de Walden. |              |
| 1906     | Princess Royal        | 430       | 428     | Hjuldamper til færgetrafik, bygget til Southampton, Isle of Wight & South of England RMSP Co Ltd, men afvist af dem. I 1908 solgt til Cosens & Co Ltd og omdøbt til Emperor of India. I 1916 overtaget af Royal Navy med navnet Emperor of India II, ændret i 1918 til Mahratta. Fra 1920 var hun tilbage hos Cosens and Co som Emperor of India, afbrudt i 1944-1945 af en ny periode hos Royal Navy, denne gang som Bunting. Trukket ud af drift i 1956 og ophugget i 1957. |              |
| 1907     | Egypt                 | 457       | 500     | Hjuldamper, bygget til Thomas Cook & Son, med hjemsted i Egypten. |              |
| 1907     | Amapá                 | 459       | 177     | Flod-kanonbåd til Brasiliens flåde. naval.com.br beskriver den som bygget hos Yarrow i Poplar. |              |
| 1908     | HMS Tartar            | 425       | 870     | Thornycroft leverede en af de fem destroyere af Tribal klassen, som led i Royal Navys 1905-06 program. Med sine dampturbiner præsterede skibet 37,4 knob på prøvesejladserne og blev beskrevet som samtidens hurtigste skib. De fire skorstene blev forlænget i 1911 for at forhindre røg fra kedlerne i at indhylle kommandobroen. Solgt i 1921 og ophugget. |              |
| 1908     | Paso de Obligado      | 506       | 682     | Tre dampskibe til Marina Mercante Argentina S. A.. Paso de Obligado blev solgt til et fransk rederi i 1920 og fik navnet Collobrieres, men i 1929 kom hun tilbage til Argentina og fik sit oprindelige navn igen. Kasseret omkring 1947. Paso de la Patria kom også til Frankrig i 1920, med navnet Cavalaira, i 1925 ændret til Ivolina. Forlist i 1926. Paso de Cuevas blev solgt til franske ejere i 1918 og omdøbt til Carnoules, kom derpå til Uruguay i 1928, først som Ciudad del Salto, og i 1934 som Enrique J. Vidal. Hun var tilbage i Argentina i 1944 som Cupalen, og skiftede igen navn i 1969 til Don Maximo. Sidst omtalt i 1978. |              |
| 1908     | Paso de la Patria     | 508       | 682     | Tre dampskibe til Marina Mercante Argentina S. A.. Paso de Obligado blev solgt til et fransk rederi i 1920 og fik navnet Collobrieres, men i 1929 kom hun tilbage til Argentina og fik sit oprindelige navn igen. Kasseret omkring 1947. Paso de la Patria kom også til Frankrig i 1920, med navnet Cavalaira, i 1925 ændret til Ivolina. Forlist i 1926. Paso de Cuevas blev solgt til franske ejere i 1918 og omdøbt til Carnoules, kom derpå til Uruguay i 1928, først som Ciudad del Salto, og i 1934 som Enrique J. Vidal. Hun var tilbage i Argentina i 1944 som Cupalen, og skiftede igen navn i 1969 til Don Maximo. Sidst omtalt i 1978. |              |
| 1909     | Paso de Cuevas        | 507       | 682     | Tre dampskibe til Marina Mercante Argentina S. A.. Paso de Obligado blev solgt til et fransk rederi i 1920 og fik navnet Collobrieres, men i 1929 kom hun tilbage til Argentina og fik sit oprindelige navn igen. Kasseret omkring 1947. Paso de la Patria kom også til Frankrig i 1920, med navnet Cavalaira, i 1925 ændret til Ivolina. Forlist i 1926. Paso de Cuevas blev solgt til franske ejere i 1918 og omdøbt til Carnoules, kom derpå til Uruguay i 1928, først som Ciudad del Salto, og i 1934 som Enrique J. Vidal. Hun var tilbage i Argentina i 1944 som Cupalen, og skiftede igen navn i 1969 til Don Maximo. Sidst omtalt i 1978. |              |
| 1909     | HMS Amazon            | 471       | 986     | Thornycroft leverede den ene af de to Tribal-class destroyere, der indgik i Royal Navys 1906-07 program. Solgt i 1919 op ophugget. |              |
| 1909     | HMS Nubian            | 501       | 985     | Thornycroft byggede en af de fem Tribal-class destroyere, der indgik i Royal Navys 1907-08 program. Skibet sluttede sin tjeneste under det oprindelige navn i oktober 1916, da hendes stævn blev ødelagt af en torpedo. Midtskibet og hækken blev bygget sammen med stævnen fra den minesprængte HMS Zulu, og det genopstandne skib blev døbt HMS Zubian. |              |
| 1909     | Paso de San Lorenzo   | 509       | 703     | To dampskibe til Marina Mercante Argentina S. A. I 1918 blev Paso de San Lorenzo solgtg til franske ejere og omdøbt til Cuers. Købt tilbage til Argentina i 1924 med navnet Jenny, senere i 1924 ændret til Apipe. Forliste og sank i 1940. Søsterskibet Paso de Martín García kom også til Frankrig i 1918, med navnet Cogolin, og tilbage i Argentina i 1924 som Amalita. I 1926 fik hun sit oprindelige navn igen, og beholdt det, også under indregistrering i Paraguay i 1937-1939. Kasseret i 1964. |              |
| 1909     | Paso de Martín García | 510       | 703     | To dampskibe til Marina Mercante Argentina S. A. I 1918 blev Paso de San Lorenzo solgtg til franske ejere og omdøbt til Cuers. Købt tilbage til Argentina i 1924 med navnet Jenny, senere i 1924 ændret til Apipe. Forliste og sank i 1940. Søsterskibet Paso de Martín García kom også til Frankrig i 1918, med navnet Cogolin, og tilbage i Argentina i 1924 som Amalita. I 1926 fik hun sit oprindelige navn igen, og beholdt det, også under indregistrering i Paraguay i 1937-1939. Kasseret i 1964. |              |
| 1909     | Shutung               | 515       | 136     | En slæbebåd, solgt til britiske ejere. |              |
| 1910     | HMS Savage            | 519       | 897     | Thornycroft leverede en af de 16 destroyere af Beagle-klassen i Royal Navy's 1908-09 program. Ophugget i 1921. |              |
| 1910     | Miranda               | 521       | 793     | En stor yacht, bygget til Lord Leith of Fyvie. Overtaget af Royal Navy i 1915 og omdøbt til Miranda II. Blev i 1919 overtaget af Corporation of the Trinity House (det engelske fyr- og vagervæsen) og fik navnet Patricia. Omdøbt til Patricia II i 1938 og Vestal i 1939. Solgt til regeringen i Iraq i 1947. Ophugget i Belgien i 1949. |              |
| 1910     | Vulcano               | 535       | 151     | En minelægger til Portugals flåde. Udgik i slutningen af 1940'erne. |              |
| 1910     | Arabia                | 561       | 236     | En hjuldamper til passagerfart, registreret i Egypten hos T. Cook and Son. |              |
| 1911     | HMS Larne             | 539       | 730     | Royal Navys byggeprogram for 1909-10 indeholdt blandt andet de 20 destroyere af Acorn-klassen. Thornycroft byggede fire af dem. Larne og Lyra blev solgt til ophugning i 1921, Martin i 1920, mens Minstrel blev udlånt til den japanske flåde som Sendan i 1917, returneret i 1919 og ophugget i 1921. |              |
| 1911     | HMS Lyre              | 540       | 730     | Royal Navys byggeprogram for 1909-10 indeholdt blandt andet de 20 destroyere af Acorn-klassen. Thornycroft byggede fire af dem. Larne og Lyra blev solgt til ophugning i 1921, Martin i 1920, mens Minstrel blev udlånt til den japanske flåde som Sendan i 1917, returneret i 1919 og ophugget i 1921. |              |
| 1911     | HMS Martin            | 541       | 730     | Royal Navys byggeprogram for 1909-10 indeholdt blandt andet de 20 destroyere af Acorn-klassen. Thornycroft byggede fire af dem. Larne og Lyra blev solgt til ophugning i 1921, Martin i 1920, mens Minstrel blev udlånt til den japanske flåde som Sendan i 1917, returneret i 1919 og ophugget i 1921. |              |
| 1911     | HMS Minstrel          | 542       | 730     | Royal Navys byggeprogram for 1909-10 indeholdt blandt andet de 20 destroyere af Acorn-klassen. Thornycroft byggede fire af dem. Larne og Lyra blev solgt til ophugning i 1921, Martin i 1920, mens Minstrel blev udlånt til den japanske flåde som Sendan i 1917, returneret i 1919 og ophugget i 1921. |              |
| 1911     | HMS Acheron           | 559       | 773     | Royal Navys byggeprogram for destroyere i 1910-11 omfattede de 23 enheder af Acheron-klassen. Thornycroft byggede to af dem. HMS Acheron blev solgt i 1921. HMS Ariel blev ombygget til en hurtig minelægger i 1917 og blev minesprængt i august 1918. |              |
| 1912     | HMS Ariel             | 560       | 763     | Royal Navys byggeprogram for destroyere i 1910-11 omfattede de 23 enheder af Acheron-klassen. Thornycroft byggede to af dem. HMS Acheron blev solgt i 1921. HMS Ariel blev ombygget til en hurtig minelægger i 1917 og blev minesprængt i august 1918. |              |
| 1911     | Marynthea             | 567       | 886     | En stor dampyacht, bygget til Henry J. Mason. Blev i 1919 solgt til Arthur du Cross og omdøbt til Emerald. Blev i 1922 overtaget af Philip H. du Cross, og i 1926 af Harry Gordon Selfridge, som omdøbte hende til Conqueror. Yachten blev i 1934 solgt til Hugh Cunliffe-Owen og i 1939 til Marwell Sailing Company Ltd. I 1947 blev hun indregistreret i Panama som Patris, ejet af Lamira Cia de Vapores SA. I 1948 blev hun registreret i Grækenland som Marie, ejet af G.P.Hadoulis & Partners, og i 1949 som Costakis Toyias, ejet af Evangelos Toyias. Slutteligt - i 1960 - blev hun Marilena, ejet af S. Lagos. Ophugget i 1979. |              |
| 1911     | Catherine Lawrence    | 616       | 119     | To slæbebåde, solgt til Chile med hjemhavn i Antofagasta. |              |
| 1911     | Alida Harvey          | 617       | 117     | To slæbebåde, solgt til Chile med hjemhavn i Antofagasta. |              |
| 1913     | HMS Hardy             | 621       | 898     | Royal Navys byggeprogram for destgroyere i 1911-12, bestod af de 20 enheder af Acasta-klassen. Thornycroft built fem af dem. HMS Hardy blev solgt i 1921, HMS Paragon blev torpederet af en tysk destroyer i marts 1917. HMS Porpoise blev solgt til Brasilien i 1920 og navngivet Alexandrino Deaenca, omdøbt i 1927 til Maranhao. Udgået i 1945. HMS Unity blev solgt i 1922 og HMS Victor i 1923. |              |
| 1913     | HMS Paragon           | 633       | 917     | Royal Navys byggeprogram for destgroyere i 1911-12, bestod af de 20 enheder af Acasta-klassen. Thornycroft built fem af dem. HMS Hardy blev solgt i 1921, HMS Paragon blev torpederet af en tysk destroyer i marts 1917. HMS Porpoise blev solgt til Brasilien i 1920 og navngivet Alexandrino Deaenca, omdøbt i 1927 til Maranhao. Udgået i 1945. HMS Unity blev solgt i 1922 og HMS Victor i 1923. |              |
| 1914     | HMS Porpoise          | 634       | 934     | Royal Navys byggeprogram for destgroyere i 1911-12, bestod af de 20 enheder af Acasta-klassen. Thornycroft built fem af dem. HMS Hardy blev solgt i 1921, HMS Paragon blev torpederet af en tysk destroyer i marts 1917. HMS Porpoise blev solgt til Brasilien i 1920 og navngivet Alexandrino Deaenca, omdøbt i 1927 til Maranhao. Udgået i 1945. HMS Unity blev solgt i 1922 og HMS Victor i 1923. |              |
| 1914     | HMS Unity             | 635       | 954     | Royal Navys byggeprogram for destgroyere i 1911-12, bestod af de 20 enheder af Acasta-klassen. Thornycroft built fem af dem. HMS Hardy blev solgt i 1921, HMS Paragon blev torpederet af en tysk destroyer i marts 1917. HMS Porpoise blev solgt til Brasilien i 1920 og navngivet Alexandrino Deaenca, omdøbt i 1927 til Maranhao. Udgået i 1945. HMS Unity blev solgt i 1922 og HMS Victor i 1923. |              |
| 1914     | HMS Victor            | 636       | 954     | Royal Navys byggeprogram for destgroyere i 1911-12, bestod af de 20 enheder af Acasta-klassen. Thornycroft built fem af dem. HMS Hardy blev solgt i 1921, HMS Paragon blev torpederet af en tysk destroyer i marts 1917. HMS Porpoise blev solgt til Brasilien i 1920 og navngivet Alexandrino Deaenca, omdøbt i 1927 til Maranhao. Udgået i 1945. HMS Unity blev solgt i 1922 og HMS Victor i 1923. |              |
| 1913     | St. Patrick           | 663       | 341     | Passager- og fragtdamper, bygget til lokalregeringen på Trinidad, med hjemsted i Port of Spain. I 1931 blev hun solgt til CA Venezolana de Nav i Ciudad Bolivar og omdøbt til Casacoima. Udgik i 1951. |              |
| 1914     | HMS Lance             | 653       | 997     | Royal Navys destroyerprogram for 1912-13 omfattede de 20 enheder af Laforey-klassen (senere kendt som L-klassen). Thornycroft byggede to af dem. HMS Lance har fået æren for at have affyret det første skud i krigen til søs i 1. verdenskrig. Den 5. august 1914 sænkede hun den tyske minelægger Königin Louise, der blev opdaget, mens hun var i færd med at udlægge miner i mundingen af Themsen. Ophugget i henholdsvis 1921 og 1922. |              |
| 1914     | HMS Lookout           | 654       | 1.002   | Royal Navys destroyerprogram for 1912-13 omfattede de 20 enheder af Laforey-klassen (senere kendt som L-klassen). Thornycroft byggede to af dem. HMS Lance har fået æren for at have affyret det første skud i krigen til søs i 1. verdenskrig. Den 5. august 1914 sænkede hun den tyske minelægger Königin Louise, der blev opdaget, mens hun var i færd med at udlægge miner i mundingen af Themsen. Ophugget i henholdsvis 1921 og 1922. |              |
| 1914     | CGS Margaret          | 679       | 756     | En toldkrydser til den canadiske regering. I august 1914 blev hun overført til Royal Canadian Navy som patruljeskibet HMCS Margaret. Kom retur til toldvæsenet i 1919. Solgt til Brasilien i 1932 og kom i tjeneste som opmålingsskib med navnet Rio Branco. Anvendt til patruljering under 2. verdenskrig. Udgik i 1957 eller 1958. |              |
| 1914     | HMS Meteor            | 696       | 1.070   | Det britiske Admiralitet havde udformet et design til destroyere af M-klassen, men Thornycroft byggede seks skibe i egen udgave, omtalt som Thornycroft M-klasse. HMS Meteor og HMS Mastiff blev solgt i 1921. HMS Patrician og HMS Patriot blev overført til Royal Canadian Navy i 1920. Begge blev ophugget i 1929. HMS Rapid blev solgt i 1927 og HMS Ready i 1926. |              |
| 1914     | HMS Mastiff           | 697       | 1.070   | Det britiske Admiralitet havde udformet et design til destroyere af M-klassen, men Thornycroft byggede seks skibe i egen udgave, omtalt som Thornycroft M-klasse. HMS Meteor og HMS Mastiff blev solgt i 1921. HMS Patrician og HMS Patriot blev overført til Royal Canadian Navy i 1920. Begge blev ophugget i 1929. HMS Rapid blev solgt i 1927 og HMS Ready i 1926. |              |
| 1916     | HMS Patrician         | 805       | 1.004   | Det britiske Admiralitet havde udformet et design til destroyere af M-klassen, men Thornycroft byggede seks skibe i egen udgave, omtalt som Thornycroft M-klasse. HMS Meteor og HMS Mastiff blev solgt i 1921. HMS Patrician og HMS Patriot blev overført til Royal Canadian Navy i 1920. Begge blev ophugget i 1929. HMS Rapid blev solgt i 1927 og HMS Ready i 1926. |              |
| 1916     | HMS Patriot           | 806       | 1.004   | Det britiske Admiralitet havde udformet et design til destroyere af M-klassen, men Thornycroft byggede seks skibe i egen udgave, omtalt som Thornycroft M-klasse. HMS Meteor og HMS Mastiff blev solgt i 1921. HMS Patrician og HMS Patriot blev overført til Royal Canadian Navy i 1920. Begge blev ophugget i 1929. HMS Rapid blev solgt i 1927 og HMS Ready i 1926. |              |
| 1916     | HMS Rapid             | 827       | 1.033   | Det britiske Admiralitet havde udformet et design til destroyere af M-klassen, men Thornycroft byggede seks skibe i egen udgave, omtalt som Thornycroft M-klasse. HMS Meteor og HMS Mastiff blev solgt i 1921. HMS Patrician og HMS Patriot blev overført til Royal Canadian Navy i 1920. Begge blev ophugget i 1929. HMS Rapid blev solgt i 1927 og HMS Ready i 1926. |              |
| 1916     | HMS Ready             | 828       | 1.033   | Det britiske Admiralitet havde udformet et design til destroyere af M-klassen, men Thornycroft byggede seks skibe i egen udgave, omtalt som Thornycroft M-klasse. HMS Meteor og HMS Mastiff blev solgt i 1921. HMS Patrician og HMS Patriot blev overført til Royal Canadian Navy i 1920. Begge blev ophugget i 1929. HMS Rapid blev solgt i 1927 og HMS Ready i 1926. |              |
| 1914     | Ona                   | 723       | 345     | To slæbebåde til Argentinas flåde. De fik pennantnumrene R-9 og R-10. Ona blev formentlig kasseret i 1960'erne, og hendes søster blev ophugget omkring 1971. |              |
| 1914     | Querandi              | 724       | 345     | To slæbebåde til Argentinas flåde. De fik pennantnumrene R-9 og R-10. Ona blev formentlig kasseret i 1960'erne, og hendes søster blev ophugget omkring 1971. |              |
| 1915     | Sprite                | 761       | 414     | En slæbebåd til Royal Navy. |              |
| 1915     | Veteran               | 768       | 690     | En slæbebåd til Royal Navy. |              |
| 1915     | HMS Michael           | 773       | 1.003   | Thornycroft byggede seks enheder af det britiske admiralitets standard M-klasse destroyere. De blev alle solgt til ophugning i 1921. |              |
| 1915     | HMS Milbrook          | 774       | 1.007   | Thornycroft byggede seks enheder af det britiske admiralitets standard M-klasse destroyere. De blev alle solgt til ophugning i 1921. |              |
| 1915     | HMS Minion            | 775       | 1.007   | Thornycroft byggede seks enheder af det britiske admiralitets standard M-klasse destroyere. De blev alle solgt til ophugning i 1921. |              |
| 1916     | HMS Munster           | 776       | 1.001   | Thornycroft byggede seks enheder af det britiske admiralitets standard M-klasse destroyere. De blev alle solgt til ophugning i 1921. |              |
| 1916     | HMS Nepean            | 789       | 1.025   | Thornycroft byggede seks enheder af det britiske admiralitets standard M-klasse destroyere. De blev alle solgt til ophugning i 1921. |              |
| 1916     | HMS Nereus            | 790       | 1.025   | Thornycroft byggede seks enheder af det britiske admiralitets standard M-klasse destroyere. De blev alle solgt til ophugning i 1921. |              |
| 1916     | HMS F-3               | 751       | 353     | Thornycroft byggede en af de tre F-klasse undervandsbåde til Royal Navy. Den blev ophugget i 1920. |              |
| 1916     | Pert                  | 764       | 1.023   | En slæbebåd til Royal Navy. |              |
| 1916     | HMS E33               | 784       | 662     | Thornycroft byggede to undervandsbåde af E-klassen til Royal Navy. HMS E33 blev solgt i 1922 og HMS E34 blev minesprængt i juli 1918. |              |
| 1917     | HMS E34               | 785       | 658     | Thornycroft byggede to undervandsbåde af E-klassen til Royal Navy. HMS E33 blev solgt i 1922 og HMS E34 blev minesprængt i juli 1918. |              |
| 1916     | HMS Rosalind          | 850       | 1.037   | Thornycroft konstruerede deres egen version af det britiske admiralitets design til destroyerne af R-klassen, i form af de fem enheder i Thornycroft R-klassen. HMS Teazer præsterede lidt over 40 knob på sin prøvesejlads i 1917, og var dermed verdens hurtigste destroyer på det tidspunkt. HMS Rosalind blev solgt til oophugning i 1926 og HMS Radiant wblev solg til Thailands (dengang kaldt Siam) flåde i 1920, blev omdøbt til Phra Ruang og gjorde tjeneste til midten af 1960'erne. HMS Retriever blev solgt i 1927, HMS Taurus i 1930 og HMS Teazer i 1931. |              |
| 1917     | HMS Radiant           | 851       | 1.035   | Thornycroft konstruerede deres egen version af det britiske admiralitets design til destroyerne af R-klassen, i form af de fem enheder i Thornycroft R-klassen. HMS Teazer præsterede lidt over 40 knob på sin prøvesejlads i 1917, og var dermed verdens hurtigste destroyer på det tidspunkt. HMS Rosalind blev solgt til oophugning i 1926 og HMS Radiant wblev solg til Thailands (dengang kaldt Siam) flåde i 1920, blev omdøbt til Phra Ruang og gjorde tjeneste til midten af 1960'erne. HMS Retriever blev solgt i 1927, HMS Taurus i 1930 og HMS Teazer i 1931. |              |
| 1917     | HMS Retriever         | 852       | 1.034   | Thornycroft konstruerede deres egen version af det britiske admiralitets design til destroyerne af R-klassen, i form af de fem enheder i Thornycroft R-klassen. HMS Teazer præsterede lidt over 40 knob på sin prøvesejlads i 1917, og var dermed verdens hurtigste destroyer på det tidspunkt. HMS Rosalind blev solgt til oophugning i 1926 og HMS Radiant wblev solg til Thailands (dengang kaldt Siam) flåde i 1920, blev omdøbt til Phra Ruang og gjorde tjeneste til midten af 1960'erne. HMS Retriever blev solgt i 1927, HMS Taurus i 1930 og HMS Teazer i 1931. |              |
| 1917     | HMS Taurus            | 871       | 1.065   | Thornycroft konstruerede deres egen version af det britiske admiralitets design til destroyerne af R-klassen, i form af de fem enheder i Thornycroft R-klassen. HMS Teazer præsterede lidt over 40 knob på sin prøvesejlads i 1917, og var dermed verdens hurtigste destroyer på det tidspunkt. HMS Rosalind blev solgt til oophugning i 1926 og HMS Radiant wblev solg til Thailands (dengang kaldt Siam) flåde i 1920, blev omdøbt til Phra Ruang og gjorde tjeneste til midten af 1960'erne. HMS Retriever blev solgt i 1927, HMS Taurus i 1930 og HMS Teazer i 1931. |              |
| 1917     | HMS Teazer            | 872       | 1.065   | Thornycroft konstruerede deres egen version af det britiske admiralitets design til destroyerne af R-klassen, i form af de fem enheder i Thornycroft R-klassen. HMS Teazer præsterede lidt over 40 knob på sin prøvesejlads i 1917, og var dermed verdens hurtigste destroyer på det tidspunkt. HMS Rosalind blev solgt til oophugning i 1926 og HMS Radiant wblev solg til Thailands (dengang kaldt Siam) flåde i 1920, blev omdøbt til Phra Ruang og gjorde tjeneste til midten af 1960'erne. HMS Retriever blev solgt i 1927, HMS Taurus i 1930 og HMS Teazer i 1931. |              |
| 1917     | HMS Shakespeare       | 903       | 1.750   | Admiral Jellicoe fra Royal Navy var bekymret over, at datidens lette krydsere ikke kunne præstere tilstrækkelig høj fart til at følge med de destroyer-eskadrer, de var flagskibe for. På hans foranledning byggede Thornycroft fem Flotilla Leaders - de første tre vist her - som var større og bedre bestykket end almindelige destroyere. HMS Shakespeare og HMS Spenser blev solgt til ophugning i 1936, mens HMS Wallace var i brug frem til 1945. |              |
| 1917     | HMS Spenser           | 904       | 1.750   | Admiral Jellicoe fra Royal Navy var bekymret over, at datidens lette krydsere ikke kunne præstere tilstrækkelig høj fart til at følge med de destroyer-eskadrer, de var flagskibe for. På hans foranledning byggede Thornycroft fem Flotilla Leaders - de første tre vist her - som var større og bedre bestykket end almindelige destroyere. HMS Shakespeare og HMS Spenser blev solgt til ophugning i 1936, mens HMS Wallace var i brug frem til 1945. |              |
| 1919     | HMS Wallace           | 965       | 1.750   | Admiral Jellicoe fra Royal Navy var bekymret over, at datidens lette krydsere ikke kunne præstere tilstrækkelig høj fart til at følge med de destroyer-eskadrer, de var flagskibe for. På hans foranledning byggede Thornycroft fem Flotilla Leaders - de første tre vist her - som var større og bedre bestykket end almindelige destroyere. HMS Shakespeare og HMS Spenser blev solgt til ophugning i 1936, mens HMS Wallace var i brug frem til 1945. |              |
| 1917     | HMS Hyderabad         | 966       | 595     | Kanonbåd til Royal Navy. Solgt i 1921 og ombygget til fragtskib, indregistreret i Grækenland som Lemnos. |              |
| 1918     | HMS Viceroy           | 929       | 1.120   | Thornycroft byggede også deres egen version af det britiske admiralitets V & W-klasse destroyer design, i form af fire skibe, omtalt som Thornycroft V and W-klasse destroyerne. HMS Viceroy blev solgt i 1948, HMS Viscount i 1945, HMS Wolsey og HMS Woolston i 1947. |              |
| 1918     | HMS Viscount          | 930       | 1.120   | Thornycroft byggede også deres egen version af det britiske admiralitets V & W-klasse destroyer design, i form af fire skibe, omtalt som Thornycroft V and W-klasse destroyerne. HMS Viceroy blev solgt i 1948, HMS Viscount i 1945, HMS Wolsey og HMS Woolston i 1947. |              |
| 1918     | HMS Wolsey            | 953       | 1.120   | Thornycroft byggede også deres egen version af det britiske admiralitets V & W-klasse destroyer design, i form af fire skibe, omtalt som Thornycroft V and W-klasse destroyerne. HMS Viceroy blev solgt i 1948, HMS Viscount i 1945, HMS Wolsey og HMS Woolston i 1947. |              |
| 1918     | HMS Woolston          | 954       | 1.120   | Thornycroft byggede også deres egen version af det britiske admiralitets V & W-klasse destroyer design, i form af fire skibe, omtalt som Thornycroft V and W-klasse destroyerne. HMS Viceroy blev solgt i 1948, HMS Viscount i 1945, HMS Wolsey og HMS Woolston i 1947. |              |
| 1918     | HMS Speedy            | 961       | 1.092   | Admiralitetets S-klasse havde også en Thornycroft version, i form af de fem Thornycroft S-klasse destroyere. HMS Speedy sank i en kollision i september 1922, og HMS Tobago blev minesprængt i november 1920. HMS Torbay og HMS Toreador blev overført til Royal Canadian Navy i 1928 som HMCS Champlain og Vancouver, og ophugget i 1937. HMS Tourmaline blev solgt i 1931. |              |
| 1918     | HMS Tobago            | 962       | 1.092   | Admiralitetets S-klasse havde også en Thornycroft version, i form af de fem Thornycroft S-klasse destroyere. HMS Speedy sank i en kollision i september 1922, og HMS Tobago blev minesprængt i november 1920. HMS Torbay og HMS Toreador blev overført til Royal Canadian Navy i 1928 som HMCS Champlain og Vancouver, og ophugget i 1937. HMS Tourmaline blev solgt i 1931. |              |
| 1919     | HMS Torbay            | 968       | 1.092   | Admiralitetets S-klasse havde også en Thornycroft version, i form af de fem Thornycroft S-klasse destroyere. HMS Speedy sank i en kollision i september 1922, og HMS Tobago blev minesprængt i november 1920. HMS Torbay og HMS Toreador blev overført til Royal Canadian Navy i 1928 som HMCS Champlain og Vancouver, og ophugget i 1937. HMS Tourmaline blev solgt i 1931. |              |
| 1919     | HMS Toreador          | 969       | 1.092   | Admiralitetets S-klasse havde også en Thornycroft version, i form af de fem Thornycroft S-klasse destroyere. HMS Speedy sank i en kollision i september 1922, og HMS Tobago blev minesprængt i november 1920. HMS Torbay og HMS Toreador blev overført til Royal Canadian Navy i 1928 som HMCS Champlain og Vancouver, og ophugget i 1937. HMS Tourmaline blev solgt i 1931. |              |
| 1919     | HMS Tourmaline        | 970       | 1.092   | Admiralitetets S-klasse havde også en Thornycroft version, i form af de fem Thornycroft S-klasse destroyere. HMS Speedy sank i en kollision i september 1922, og HMS Tobago blev minesprængt i november 1920. HMS Torbay og HMS Toreador blev overført til Royal Canadian Navy i 1928 som HMCS Champlain og Vancouver, og ophugget i 1937. HMS Tourmaline blev solgt i 1931. |              |
| 1919     | HMS Roysterer         | 967       | 839     | Kombineret slæbebåd/redningsskib af Rollicker-klassen til Royal Navy. |              |
| 1920     | HMS Wishart           | 978       | 1.140   | Thornycroft lavede også deres egen version af det britiske admiralitets Modified W-klasse. Det andet af de to skibe, HMS Witch, blev søsat i Woolston i 1919, men blev senere slæbt til flådens værft (HM Dockyard) i Devonport, og blev færdigudrustet der i 1924. Solgt til ophugning i henholdsvis 1945 og 1946. |              |
| 1924     | HMS Witch             | 979       | 1.140   | Thornycroft lavede også deres egen version af det britiske admiralitets Modified W-klasse. Det andet af de to skibe, HMS Witch, blev søsat i Woolston i 1919, men blev senere slæbt til flådens værft (HM Dockyard) i Devonport, og blev færdigudrustet der i 1924. Solgt til ophugning i henholdsvis 1945 og 1946. |              |
| 1920     | Meandros              | 986       | 2.498   | Et fragtskib, leveret til det græske National Steamship Company, med hjemhavn i Andros. Solgt til det norske rederi Nidaros i 1925 og omdøbt til Nidarholm. Fra 1931 var hun indregistreret i Finland. |              |
| 1920     | Ville de Saint Amarin | 987       | 1.425   | To fragtdamskibe, bygget til Groupement Industriel de Charbons et de Transports i Rouen, i Frakrig. Ville de Saint Amarin blev solgt til et rederi i Cardiff i 1922 og bar efterfølgende navnene Tudor King, Liverpool Rover og Roverlock. I 1948 blev hun solgt til kinesiske ejere og blev omdøbt til An Lien. Søsterskibet Ville de Dannemarie kom til Newcastle som Greatend i 1921, og blev solgt spanske ejere i 1941 som Castillo Norena, senere Margara. |              |
| 1920     | Ville de Dannemarie   | 988       | 1.424   | To fragtdamskibe, bygget til Groupement Industriel de Charbons et de Transports i Rouen, i Frakrig. Ville de Saint Amarin blev solgt til et rederi i Cardiff i 1922 og bar efterfølgende navnene Tudor King, Liverpool Rover og Roverlock. I 1948 blev hun solgt til kinesiske ejere og blev omdøbt til An Lien. Søsterskibet Ville de Dannemarie kom til Newcastle som Greatend i 1921, og blev solgt spanske ejere i 1941 som Castillo Norena, senere Margara. |              |
| 1921     | Elizabeth Stoner      | 990       | 2.498   | Dette fragtskib blev leveret til J. Stoner & Co. i Southampton i 1921. Det følgende år blev hun solgt til Scindia Steam Navigation Company Ltd., og skiftede i 1923 navn til Jalatarang. Hun blev sænket af den japanske undervandsbåd I-64 i nærheden af Rangoon den 30. januar 1942. |              |
| 1921     | Sir James Bell        | 991       | 2.496   | En fragtdamper til Belleview Shipping Company i Hull. I 1931 blev hun solgt til Curt Mattson i Helsinki og omdøbt til Aldebaran. I 1933 blev hun solgt igen, denne gang til Baltic Shipping Company i Leningrad, og omdøbt til Kotlin. |              |
| 1921     | St. Senan             | 992       | 515     | To fragtskibe til Cargo Steamships Co Ltd i Southampton. St. Senan blev solgt til A.F.Henry & MacGregor Ltd i Leith i 1925 og fik navnet Dunnet Head. Slievenamon blev solgt til John S.Monks Ltd i Liverpool i 1924 og omdøbt til Monksville. |              |
| 1921     | Slievenamon           | 993       | 514     | To fragtskibe til Cargo Steamships Co Ltd i Southampton. St. Senan blev solgt til A.F.Henry & MacGregor Ltd i Leith i 1925 og fik navnet Dunnet Head. Slievenamon blev solgt til John S.Monks Ltd i Liverpool i 1924 og omdøbt til Monksville. |              |
| 1921     | Sjømand               | 997       | 2.820   | Et dampdrevet tankskib til det norske rederi A/S Laboremus i Oslo. De oprindelige dampturbiner blev udskiftet med norsk-bygget dampmaskineri i 1927. Solgt til den peruvianske flåde i 1933 og omdøbt til Parinas. Ophugget i 1961. |              |
| 1921     | Liscard               | 1004      | 734     | To bagagebåde til bystyret i Wallasey ved Liverpool. Liscard blev ombygget til flydekran og overtaget af den britiske regering i 1943. I 1946 blev den solgt til D/S Hetland A/S i København og ombygget til bjergningsskib med navnet Lisca. Overtaget af Henry Andersen i 1949 , og derefter af K.H. Andersen i 1952. I 1956 blev hun solgt til Eisen u.Metall KG Lehr & Co i Hamburg og fik navnet Gluckauf. Ejerskabet gik videre til Eisen u.Metall AG z/n Hamburg i 1960. Ophugget i 1965. IMO 5132573. Leasowes karriere var knapt så farverig. Hun blev solgt til ophugning i 1948. |              |
| 1921     | Leasowe               | 1005      | 734     | To bagagebåde til bystyret i Wallasey ved Liverpool. Liscard blev ombygget til flydekran og overtaget af den britiske regering i 1943. I 1946 blev den solgt til D/S Hetland A/S i København og ombygget til bjergningsskib med navnet Lisca. Overtaget af Henry Andersen i 1949 , og derefter af K.H. Andersen i 1952. I 1956 blev hun solgt til Eisen u.Metall KG Lehr & Co i Hamburg og fik navnet Gluckauf. Ejerskabet gik videre til Eisen u.Metall AG z/n Hamburg i 1960. Ophugget i 1965. IMO 5132573. Leasowes karriere var knapt så farverig. Hun blev solgt til ophugning i 1948. |              |
| 1922     | Bellasco              | 994       | 2.494   | En fragtdamper til Dover Shipping Company Ltd. i Hull. Blev i 1933 solgt til det norske Wallem & Co A/S og omdøbt til Moviken. I 1934 solgt til kinesiske ejere som Chung Hsing. Kom under japansk flag i 1938 som Hengshan Maru. Registreret på Taiwan fra 1949, først som Yuan Hsing og fra 1950 som An Lung. |              |
| 1921     | Maid of Spetsai       | 1000      | 1.511   | To fragtskibe til Byron Steamship Company Ltd i London. Maid of Spetsai forliste i en kollision i januar 1924. Maid of Hydra blev solgt til Soc. Naviera Chilena de Transportes i Valparaiso, Chile, i 1927 og navngivet Republica. Hun gik tabt ved en brand i juli 1928. |              |
| 1922     | Maid of Hydra         | 1001      | 1.511   | To fragtskibe til Byron Steamship Company Ltd i London. Maid of Spetsai forliste i en kollision i januar 1924. Maid of Hydra blev solgt til Soc. Naviera Chilena de Transportes i Valparaiso, Chile, i 1927 og navngivet Republica. Hun gik tabt ved en brand i juli 1928. |              |
| 1922     | Llys-Helig            | 1013      | 157     | En motoryacht, bygget til W.E. Corlett. |              |
| 1923     | Canute                | 1014      | 271     | En slæbebåd, søsat i december 1922 og afleveret i februar 1923. |              |
| 1924     | Luna                  | 1024      | 242     | To dieseldrevne fyrskibe til havnevæsenet i Calcutta |              |
| 1924     | Star                  | 1025      | 242     | To dieseldrevne fyrskibe til havnevæsenet i Calcutta |              |
| 1924     | Neptuno               | 1027      | 122     | En slæbebåd til Brasilien. |              |
| 1924     | Pioneer               | 1028      | 281     | En lodsbåd, søsat i maj 1924 og afleveret i august samme år. |              |
| 1924     | Koodoo                | 1029      | 119     | En slæbebåd, søsat i juni 1924 og afleveret i august samme år. Ophugget i 1960. |              |
| 1924     | Jamnagar              | 1030      | 576     | Et fragtskib, bygget til maharajah Jam Sahib af Nawanagar. Blev i 1944 overtaget af den britiske regering som Empire Bulbul. I 1947 solgt til græske ejere og omdøbt til Hellenic Bulbul med base i Hongkong hos China Hellenic Lines Ltd. Forliste i 1948. |              |
| 1924     | Satellite             | 1033      | 491     | En dampdrevet tender til servicering af bøjer og fyrtårne, bygget til Corporation of the Trinity House. Ophugget i 1962. |              |
| 1924     | Ether                 | 1036      | 101     | Et lille dieseldrevet tankskib, bygget til Salamon & Co i Storbritannien. |              |
| 1924     | Shanklin              | 1037      | 412     | En hjuldamper til Southern Railway, til færgefart mellem havnen i Portsmouth og Ryde Pier på Isle of Wight. Solgt til Cosens & Co Ltd i 1951 og omdøbt til Monarch. Blev taget ud af drift i 1961 og ophugget. |              |
| 1924     | Southend Britannia    | 1038      | 147     | Et dieseldrevet passagerskib til Britannia Motor Boat Company i Southend-on-Sea. Hun var et af de små skibe, der deltog i evakueringen fra Dunkerque. |              |
| 1924     | Sir William Macintosh | 1039      | 226     | En dampdrevet slæbebåd til Department of Railways & Harbours i Sydafrika, med base i Port Elizabeth. I 1937 blev båden solgt til James Dredging, Towage & Transport Co Ltd, og blev omdøbt til Protea i 1938. Senere i 1938 blev hun solgt til Tees Towing Company Ltd, og kom til at hedde Euston Cross, med hjemhavn i Middlesbrough. Fra 1960 havde hun græske ejere og hjemhavn i Piraeus og hed henholdsvis Thiseus, Ioannis Matsas og Thiseus igen. Ophugget i Grækenland i 1981. |              |
| 1925     | HMS Keppel            | 982       | 1.750   | De sidste to Thornycroft Leaders blev begge søsat i 1920 (Broke som Rooke, omdøbt i 1921), men derefter lå arbejdet stille. De blev i stedet færdigbyggede på flådeværftet Pembroke Dock i 1925. HMS Keppel blev ophugget i 1945 og HMS Broke sank efter kraftig artilleribeskydning i november 1942. |              |
| 1925     | HMS Broke             | 983       | 1.750   | De sidste to Thornycroft Leaders blev begge søsat i 1920 (Broke som Rooke, omdøbt i 1921), men derefter lå arbejdet stille. De blev i stedet færdigbyggede på flådeværftet Pembroke Dock i 1925. HMS Keppel blev ophugget i 1945 og HMS Broke sank efter kraftig artilleribeskydning i november 1942. |              |
| 1925     | Beacon                | 1042      | 490     | En dampdrevet tender til servicering af bøjer og fyrtårne, bygget til Corporation of the Trinity House. Ophugget i 1960. |              |
| 1925     | Fushun                | 1043      | 577     | Et dampdrevet passager- og fragtskib, bygget til Fung K. Yu i Southampton. Indregistreret i Italien i 1927 og i Bremen i 1928. Fra 1930 havde hun hjemhavn i Shanghai, først som Fooshun and fra 1932 som Ming Chu. Ingen oplysninger efter 1945. |              |
| 1926     | Clausentum            | 1049      | 268     | En slæbebåd med hjemhavn i Southampton. |              |
| 1926     | Kassed Kheir          | 1050      | 1.330   | En stor hjuldrevet yacht, bygget til regeringen i Egypten. |              |
| 1926     | Imbuhy                | 1060      | 480     | En færge til Cia Cantereira e Viacao Fluminense i Rio de Janeiro, Brasilien. |              |
| 1926     | Portman               | 1061      | 335     | Et dieselrevet fragtskib til Argentina, med hjemsted i Buenos Aires. Udgik i 1986. |              |
| 1927     | HMS Amazon            | 1040      | 1.352   | Bygget som prototype for nye destroyere til Royal Navy (sammen med Yarrow's konkurrent HMS Ambuscade). Designet fra HMS Amazon blev foretrukket. Ophugget i 1948. |              |
| 1927     | El Buaro              | 1062      | 259     | Et lille tankskib til Ecuador. |              |
| 1928     | Estácio Coimbra       | 1080      | 271     | En slæbebåd til Brasilien. |              |
| 1928     | Serrano               | 1073      | 1.090   | De seks destroyere af Serrano klassen blev bygget til Chiles flåde, og de tog designmæssigt udgangspunkt i Thornycrofts HMS Amazon. Aldea udgik i 1957, Videla i 1960, Hyatt og Riquelme i 1963 og Serrano og Orella i 1967. |              |
| 1929     | Orella                | 1074      | 1.090   | De seks destroyere af Serrano klassen blev bygget til Chiles flåde, og de tog designmæssigt udgangspunkt i Thornycrofts HMS Amazon. Aldea udgik i 1957, Videla i 1960, Hyatt og Riquelme i 1963 og Serrano og Orella i 1967. |              |
| 1929     | Riquelme              | 1075      | 1.090   | De seks destroyere af Serrano klassen blev bygget til Chiles flåde, og de tog designmæssigt udgangspunkt i Thornycrofts HMS Amazon. Aldea udgik i 1957, Videla i 1960, Hyatt og Riquelme i 1963 og Serrano og Orella i 1967. |              |
| 1929     | Hyatt                 | 1076      | 1.090   | De seks destroyere af Serrano klassen blev bygget til Chiles flåde, og de tog designmæssigt udgangspunkt i Thornycrofts HMS Amazon. Aldea udgik i 1957, Videla i 1960, Hyatt og Riquelme i 1963 og Serrano og Orella i 1967. |              |
| 1929     | Videla                | 1077      | 1.090   | De seks destroyere af Serrano klassen blev bygget til Chiles flåde, og de tog designmæssigt udgangspunkt i Thornycrofts HMS Amazon. Aldea udgik i 1957, Videla i 1960, Hyatt og Riquelme i 1963 og Serrano og Orella i 1967. |              |
| 1929     | Aldea                 | 1078      | 1.090   | De seks destroyere af Serrano klassen blev bygget til Chiles flåde, og de tog designmæssigt udgangspunkt i Thornycrofts HMS Amazon. Aldea udgik i 1957, Videla i 1960, Hyatt og Riquelme i 1963 og Serrano og Orella i 1967. |              |
| 1929     | Martinetta            | 1087      | 99      | En motoryacht bygget til A.G. Lomax. I 1971 blev hun solgt til regeringen på Fiji og fik navnet Vola Silga. |              |
| 1929     | Rosa                  | 1088      | 400     | Motoryacht, bygget til den spanske greve Ramón Godó. |              |
| 1928     | Bovril                | 1081      | 270     | To fragt-motorskibe til den argentinske filial af Bovril Ltd, indregistret i Buenos Aires. Duke of Atholl blev solgt til Frigorifico Regional Santa Elena SA i 1974. |              |
| 1930     | Duke of Atholl        | 1104      | 270     | To fragt-motorskibe til den argentinske filial af Bovril Ltd, indregistret i Buenos Aires. Duke of Atholl blev solgt til Frigorifico Regional Santa Elena SA i 1974. |              |
| 1930     | Robert Coryndon       | 1086      | 205     | Et dampskib, bygget som passager- og fragtskib til rutefart på Lake Albert. Blev søsat i 1929 og derefter skilt ad, fragtet til Afrika og samlet igen ved søen. Skibet forliste i 1962 og vraget blev liggende ved søbredden. |              |
| 1930     | Calshot               | 1093      | 679     | Bygget som tender for slæbebådene hos Southampton Isle of Wight and South of England Royal Mail Steam Packet Company Limited. I 1940 blev hun overtaget af Royal Navy som HMS Calshot og hun fungerede blandt andet som en af de flydende kommandocentraler, der koordinerede landgangen på Juno Beach i Normandiet i 1944. Blev leveret tilbage efter 2. verdenskrig. I 1964 blev hun solgt til Port & Liner Services (Ireland) Ltd, fik hjemhavn i Galway og blev omdøbt til Galway Bay. I 1986 blev hun købt af bystyret i Southampton og blev indregistreret der, og i 1990 fik hun igen sit gamle navn Calshot. Er bevaret og indgår i Storbritanniens National Historic Fleet. |              |
| 1930     | Itororo               | 1096      | 316     | To dieseldrevne vand-tankskibe til Cia Docas de Santos i Santos i Brasilien. Itororo blev ophugget i 1955 og Pilões blev kasseret i 1950. |              |
| 1930     | Pilões                | 1097      | 316     | To dieseldrevne vand-tankskibe til Cia Docas de Santos i Santos i Brasilien. Itororo blev ophugget i 1955 og Pilões blev kasseret i 1950. |              |
| 1930     | Anna Marie            | 1099      | 337     | Motoryacht, bygget til den danske erhvervsmand Valdemar Graae (gift med Anna Marie Graae). I 1931 solgt til W.E. Corlett og omdøbt til Llys Helig. Blev overtaget af Royal Navy i 1939 som HMS Anna Marie (FY 004). I 1941 fik hun navnet HMS Torrent. Blev minesprængt og sank ud for Falmouth i april 1941. |              |
| 1930     | Tobago                | 1106      | 537     | Dampskib til lokalregeringen på Trinidad. Transporterede passagerer og fragt mellem øerne. Blev solgt i 1958 og igen i 1959, men var fortsat indregistreret i Port of Spain. Kasseret i 1963. IMO 5607256. |              |
| 1931     | HMS Acheron           | 1083      | 1.350   | Dette skib udgjorde Thornycrofts bidrag til Royal Navys destroyere af A- og B-klassen. Sank efter minesprængning i december 1940. |              |
| 1931     | HMCS Saguenay         | 1091      | 1.337   | To destroyere til Canada, med design svarende til Royal Navys A- og B-klasse. Saguenay udgik i 1945 og blev skrottet i 1946. Skeena grundstødte i stormvejr ved Island i oktober 1944, og gik tabt. |              |
| 1931     | HMCS Skeena           | 1092      | 1.337   | To destroyere til Canada, med design svarende til Royal Navys A- og B-klasse. Saguenay udgik i 1945 og blev skrottet i 1946. Skeena grundstødte i stormvejr ved Island i oktober 1944, og gik tabt. |              |
| 1931     | Medina                | 1105      | 342     | En motorfærge til Southampton Isle of Wight and South of England Royal Mail Steam Packet Company Limited. Solgt til M.H.Bland & Co Ltd i Gibraltar i 1962 og omdøbt til Mons Abyla. Overtaget af Gibraltars lokalregering i 1968. Var en kort periode i 1972 indregistreret i London, men blev senere samme år solgt til Marilu Intermediterranean Tpt Sg SA i Panama, hvor hun fik navnet Marilu. |              |
| 1932     | HMS Daring            | 1107      | 1.375   | Disse to destroyere var Thornycrofts andel af C- og D-klassen til Royal Navy. HMS Daring blev torpederet og sank i februar 1940. HMS Decoy kom under canadisk flag som HMCS Kootenay i 1943 og blev skrottet i 1946. |              |
| 1933     | HMS Decoy             | 1108      | 1.375   | Disse to destroyere var Thornycrofts andel af C- og D-klassen til Royal Navy. HMS Daring blev torpederet og sank i februar 1940. HMS Decoy kom under canadisk flag som HMCS Kootenay i 1943 og blev skrottet i 1946. |              |
| 1933     | Trenora               | 1115      | 856     | Motoryacht til kirurgen Ernest Gerald Stanley. Han solgte senere skibet videre til hertugen af Sutherland, der omdøbte hende til Sans Peur. I 1939 blev skibet overtaget af Royal Canadian Navy og udrustet som bevæbnet yacht. Hun blev solgt til private købere i 1947. |              |
| 1934     | HMS Sandpiper         | 1112      | 185     | Denne flodkanonbåd blev skilt ad så snart den var færdig, pakket i kasser og sendt til Singapore, hvor den blev samlet i 1934 og sendt videre til tjeneste på floden Yangtze i Kina. Blev overført til Republikken Kina i 1942 og omdøbt til Ying Hao. Efter 1948 blev skibet ovetaget af Folkerepublikken Kina. Udgik senere end 1970. |              |
| 1934     | HMS Harrier           | 1117      | 815     | To minestrygere af Halcyon klassen til Royal Navy. HMS Harrier udgik sidst i 1940'erne og HMS Hussar blev ved en fejl sænket af RAF i august 1944. |              |
| 1935     | HMS Hussar            | 1118      | 815     | To minestrygere af Halcyon klassen til Royal Navy. HMS Harrier udgik sidst i 1940'erne og HMS Hussar blev ved en fejl sænket af RAF i august 1944. |              |
| 1935     | La Dryade             | 1133      | 152     | En lilli motorfærge, bygget til franske ejere. |              |
| 1936     | HMS Glowworm          | 1125      | 1.350   | Disse to destroyere var Thornycrofts andel af G and H klasse destroyerne til Royal Navy. Begge gik tabt i krigsåret 1940. |              |
| 1936     | HMS Grafton           | 1126      | 1.350   | Disse to destroyere var Thornycrofts andel af G and H klasse destroyerne til Royal Navy. Begge gik tabt i krigsåret 1940. |              |
| 1936     | Gracie Fields         | 1149      | 393     | Et hjuldrevet passagerskib til Southampton Isle of Wight and South of England Royal Mail Steam Packet Company Limited. Hun blev sænket i maj 1940 mens hun deltog i evakueringen fra Dunkerque. |              |
| 1936     | Amazone               | 1154      | 222     | En motordrevet yacht, bygget til den belgiske officer Leon Hemeleers-Shenley. |              |
| 1937     | HMS Kittiwake         | 1152      | 530     | Thornycroft byggede to af de små "sloops" (kanonbåde) af Kingsfisher klassen. Efter Anden Verdenskrig blev de solgt til civilt brug i 1946 og kom til at hedde Tuch Shing og Tuch Loon. |              |
| 1937     | HMS Sheldrake         | 1153      | 530     | Thornycroft byggede to af de små "sloops" (kanonbåde) af Kingsfisher klassen. Efter Anden Verdenskrig blev de solgt til civilt brug i 1946 og kom til at hedde Tuch Shing og Tuch Loon. |              |
| 1937     | Tadorna               | 1172      | 226     | En motoryacht til hollandske ejere (G.& W.Miesegaes). |              |
| 1938     | HMS Mohawk            | 1158      | 1.960   | Thornycroft byggede to af de 27 store destroyere af Tribal klassen til Royal Navy. Mohawk blev torpederet af en italiensk destroyer i april 1941, mens Nubian overlevede krigen og blev solgt til ophugning i 1949. |              |
| 1938     | HMS Nubian            | 1159      | 1.960   | Thornycroft byggede to af de 27 store destroyere af Tribal klassen til Royal Navy. Mohawk blev torpederet af en italiensk destroyer i april 1941, mens Nubian overlevede krigen og blev solgt til ophugning i 1949. |              |
| 1938     | Shemara               | 1175      | 878     | En motordrevet yacht, bygget til erhvervsmanden Bernard Docker. Blev overtaget af Royal Navy i 1939 som HMS Shemara, og gjorde tjeneste til 1946, da den blev returneret til sin ejer. Havde et større værftseftersyn i 1992, og er stadig (2017) aktiv. |              |
| 1938     | Lasso                 | 1176      | 910     | Kabellægger til Royal Navy. Ophugget i 1946. |              |
| 1939     | HMS Pelican           | 1177      | 1.250   | Thornycroft byggede den ene af de tre "sloops" af Egret klassen til Royal Navy. Hun var aktiv gennem hele Anden Verdenskrig som ubådsjager. Ophugget i 1958. |              |
| 1939     | HMS Kashmir           | 1178      | 1.690   | Thornycroft byggede to af de otte destroyere af K-klassen til Royal Navy. Kashmir blev sænket af tyske bombefly ved Kreta i maj 1941, men Kimberley overlevede krigen og blev solgt til ophugning i 1949. |              |
| 1940     | HMS Kimberley         | 1179      | 1.690   | Thornycroft byggede to af de otte destroyere af K-klassen til Royal Navy. Kashmir blev sænket af tyske bombefly ved Kreta i maj 1941, men Kimberley overlevede krigen og blev solgt til ophugning i 1949. |              |
| 1940     | HMS Hesperus          | 1185      | 1.370   | Thornycroft byggede to af de seks destroyere af Jurua klassen, bestilt af den brasilianske flåde som kopier af den britiske H-klasse. I September 1939 blev alle seks - der stadig var under bygning - overtaget af Royal Navy. Juruena var blevet søsat 1. august 1939, var færdigbygget i januar 1940 og fik navnet HMS Hearthy. Hun blev omdøbt til HMS Hesperus i februar 1941. Highlander blev søsat 19. oktober 1939 og var færdig i marts 1940. Begge skibe var aktive under hele Anden Verdenskrig og de blev ophugget i 1947. |              |
| 1940     | HMS Highlander        | 1186      | 1.370   | Thornycroft byggede to af de seks destroyere af Jurua klassen, bestilt af den brasilianske flåde som kopier af den britiske H-klasse. I September 1939 blev alle seks - der stadig var under bygning - overtaget af Royal Navy. Juruena var blevet søsat 1. august 1939, var færdigbygget i januar 1940 og fik navnet HMS Hearthy. Hun blev omdøbt til HMS Hesperus i februar 1941. Highlander blev søsat 19. oktober 1939 og var færdig i marts 1940. Begge skibe var aktive under hele Anden Verdenskrig og de blev ophugget i 1947. |              |
| 1941     | HMS Latona            | 1198      | 2.650   | Thornycroft byggede en af de seks hurtige minelæggere af Abdiel klassen til Royal Navy. Hun var det største krigsskib Thornycroft byggede under Anden Verdenskrig, men havde en meget kort tjenestetid, der sluttede med, at hun blev sænket af fjendtlige fly mens hun deltog i støtteoperationer for garnisionen i Tobruk i oktober 1941. |              |
| 1941     | Sivrihisar            | 1200      | 350     | To minelæggere til den tyrkiske flåde. Yuzbasi Hakki blev inden afleveringen omdøbt til Torgud Reis i 1940. Begge udgik i 1964. |              |
| 1941     | Yuzbasi Hakki         | 1201      | 350     | To minelæggere til den tyrkiske flåde. Yuzbasi Hakki blev inden afleveringen omdøbt til Torgud Reis i 1940. Begge udgik i 1964. |              |
| 1941     | HMAS Norman           | 1202      | 1.773   | Værftet i Woolston byggede to af de otte destroyere af N-klassen. Begge blev udlånt til Royal Australian Navy og tilbragte krigsårene i Fjernøsten. Norman blev solgt i 1958 og Nepal (søsat som Norseman) i 1955. |              |
| 1942     | HMAS Nepal            | 1203      | 1.773   | Værftet i Woolston byggede to af de otte destroyere af N-klassen. Begge blev udlånt til Royal Australian Navy og tilbragte krigsårene i Fjernøsten. Norman blev solgt i 1958 og Nepal (søsat som Norseman) i 1955. |              |
| 1941     | HMS Lauderdale        | 1212      | 1.050   | Disse to enheder var Thornycrofts bidrag til produktionen af Hunt klassens Type II til Royal Navy. Lauderdale blev den græske Aigaion i 1946, gjorde tjeneste til 1959 og blev ophugget i 1960. HMS Ledbury udmærkede sig under Operation Pedestal (forsvaret af Malta i 1942) og blev solgt til skrot i 1958. |              |
| 1942     | HMS Ledbury           | 1213      | 1.050   | Disse to enheder var Thornycrofts bidrag til produktionen af Hunt klassens Type II til Royal Navy. Lauderdale blev den græske Aigaion i 1946, gjorde tjeneste til 1959 og blev ophugget i 1960. HMS Ledbury udmærkede sig under Operation Pedestal (forsvaret af Malta i 1942) og blev solgt til skrot i 1958. |              |
| 1942     | HMS Opportune         | 1210      | 1.560   | Thornycroft byggede to af de otte destroyere af O-klassen til Royal Navy. Begge havde en meget aktiv karriere under Anden Verdenskrig. HMS Opportune blev solgt til skrot i 1955, mens HMS Orwell blev ombygget til en Type 16 fregat (med pennant F98) i 1952-1953, og solgt til skrot i 1965. |              |
| 1942     | HMS Orwell            | 1211      | 1.560   | Thornycroft byggede to af de otte destroyere af O-klassen til Royal Navy. Begge havde en meget aktiv karriere under Anden Verdenskrig. HMS Opportune blev solgt til skrot i 1955, mens HMS Orwell blev ombygget til en Type 16 fregat (med pennant F98) i 1952-1953, og solgt til skrot i 1965. |              |
| 1942     | HMS Brecon            | 1290      | 1.194   | Thornycroft byggede disse to enheder som deres egen version af Hunt klasse destroyerne, kendt som Type IV. Brecon blev solgt til skrot i 1961 og ophugget året efter. Brissenden blev skrottet i 1965. |              |
| 1943     | HMS Brissenden        |           | 1.194   | Thornycroft byggede disse to enheder som deres egen version af Hunt klasse destroyerne, kendt som Type IV. Brecon blev solgt til skrot i 1961 og ophugget året efter. Brissenden blev skrottet i 1965. |              |
| 1943     | HMIS Narbada          | 1385      | 1.300   | Den oprindelige Black Swan klasse af "sloops" (fregatter) bestod af 12 enheder. Thornycroft leverede to af dem, begge til Royal Indian Navy (dengang en del af Royal Navy), hvor de gjorde tjeneste i Fjernøsten. Stavemåden for enhed nummer to ses både som Godavari og Godaveri. Da Indien blev selvstændigt og opdelt i to stater i 1947, blev de en del af Pakistans flåde (i 1948), og fik navnene Jhelum og Sind. De udgik i 1959. |              |
| 1943     | HMIS Godaveri         | 1386      | 1.300   | Den oprindelige Black Swan klasse af "sloops" (fregatter) bestod af 12 enheder. Thornycroft leverede to af dem, begge til Royal Indian Navy (dengang en del af Royal Navy), hvor de gjorde tjeneste i Fjernøsten. Stavemåden for enhed nummer to ses både som Godavari og Godaveri. Da Indien blev selvstændigt og opdelt i to stater i 1947, blev de en del af Pakistans flåde (i 1948), og fik navnene Jhelum og Sind. De udgik i 1959. |              |
| 1943     | HMS Magpie            | 4016      | 1.350   | Den modificerede Black Swan klasse af "sloops" (fregatter) nåede op på 25 enheder. Thornycroft leverede tre, hvoraf de to første nåede at tage del i kampen mod de tyske ubåde. Disse to blev solgt til ophugning i henholdsvis 1959 og 1958. Den tredje, Actaeon, blev solgt til Vesttyskland i 1958. Den fik navnet Hipper og gjorde tjeneste til 1964. I 1967 blev den solgt til skrot. |              |
| 1944     | HMS Peacock           | 4017      | 1.350   | Den modificerede Black Swan klasse af "sloops" (fregatter) nåede op på 25 enheder. Thornycroft leverede tre, hvoraf de to første nåede at tage del i kampen mod de tyske ubåde. Disse to blev solgt til ophugning i henholdsvis 1959 og 1958. Den tredje, Actaeon, blev solgt til Vesttyskland i 1958. Den fik navnet Hipper og gjorde tjeneste til 1964. I 1967 blev den solgt til skrot. |              |
| 1946     | HMS Actaeon           | 4033      | 1.350   | Den modificerede Black Swan klasse af "sloops" (fregatter) nåede op på 25 enheder. Thornycroft leverede tre, hvoraf de to første nåede at tage del i kampen mod de tyske ubåde. Disse to blev solgt til ophugning i henholdsvis 1959 og 1958. Den tredje, Actaeon, blev solgt til Vesttyskland i 1958. Den fik navnet Hipper og gjorde tjeneste til 1964. I 1967 blev den solgt til skrot. |              |
| 1943     | HMS Undine            | 4023      | 1.806   | Disse to destroyere udgjorde Thornycrofts andel af de otte enheder af U-klassen. I 1952-1954 blev Undine ombygget til en hurtig fregat af Type 15 og fik det nye pennantnummer F141. Ursa blev ombygget på tilsvarende måde i 1953-1954, og fik pennantnummer F200. De blev skrottet i henholdsvis 1965 og 1967. |              |
| 1944     | HMS Ursa              | 4024      | 1.806   | Disse to destroyere udgjorde Thornycrofts andel af de otte enheder af U-klassen. I 1952-1954 blev Undine ombygget til en hurtig fregat af Type 15 og fik det nye pennantnummer F141. Ursa blev ombygget på tilsvarende måde i 1953-1954, og fik pennantnummer F200. De blev skrottet i henholdsvis 1965 og 1967. |              |
| 1944     | HMS Zest              | 4034      | 1.730   | De otte destroyere af Z-klassen omfattede to fra Thornycroft. I 1954-1956 blev Zest ombygget til en hurtig fregat af Type 15, med pennantnummer F102. Den blev solgt i 1969 og ophugget i 1970. Zodiac blev solgt til Israels Søkorps i 1955, fik navnet Yaffo og gjorde tjeneste til 1972. En af hendes 4,5 tommers kanoner er bevaret i det maritime museum i Haifa. |              |
| 1944     | HMS Zodiac            | 4035      | 1.730   | De otte destroyere af Z-klassen omfattede to fra Thornycroft. I 1954-1956 blev Zest ombygget til en hurtig fregat af Type 15, med pennantnummer F102. Den blev solgt i 1969 og ophugget i 1970. Zodiac blev solgt til Israels Søkorps i 1955, fik navnet Yaffo og gjorde tjeneste til 1972. En af hendes 4,5 tommers kanoner er bevaret i det maritime museum i Haifa. |              |
| 1944     | HMS LCT 7035          | 4078      | 350     | Der findes ikke meget tilgængeligt materiale om dette landgangsfartøj ("Landing Craft Tank") af typen LCT Mark 3, søsat fra værftet 26. april 1944. |              |
| 1945     | HMS Chaplet           | 4048      | 1.740   | Thornycroft byggede to af de otte destroyere af Ch undergruppen - en del af de 32 destroyere af C-klassen. Anden Verdenskrig var sluttet, da de blev leveret i 1945. Chaplet fik nye anti-ubådsvåben i 1954 og blev skrottet i 1965. Charity blev solgt til U.S.A. i 1958 og blev omgående leveret videre til Pakistan, med navnet Shah Jahan. Under Bangladeshkrigen i 1971 blev den ramt af et SS-N-2 Styx sømålsmissil fra den indiske missilbåd Nipat. Skibet blev slæbt tilbage til Karachi, men skaderne var så omfattende, at man opgav at reparere det og i stedet valgte at skrotte det. |              |
| 1945     | HMS Charity           | 4049      | 1.740   | Thornycroft byggede to af de otte destroyere af Ch undergruppen - en del af de 32 destroyere af C-klassen. Anden Verdenskrig var sluttet, da de blev leveret i 1945. Chaplet fik nye anti-ubådsvåben i 1954 og blev skrottet i 1965. Charity blev solgt til U.S.A. i 1958 og blev omgående leveret videre til Pakistan, med navnet Shah Jahan. Under Bangladeshkrigen i 1971 blev den ramt af et SS-N-2 Styx sømålsmissil fra den indiske missilbåd Nipat. Skibet blev slæbt tilbage til Karachi, men skaderne var så omfattende, at man opgav at reparere det og i stedet valgte at skrotte det. |              |
| 1946     | HMS Comus             | 4050      | 1.915   | Thornycroft byggede to af de otte destroyere af Co undergruppen - en del af de 32 destroyere af C-klassen. Anden Verdenskrig var sluttet, da de blev leveret i 1946. Comus gjorde tjeneste i Koreakrigen og under den kommunistiske opstand i Malaya i 1950erne. Skibet blev skrottet i 1958. Concord blev søsat med navnet Corso, men blev omdøbt i 1946, inden afleveringen. Hun gjorde tjeneste i Fjernøsten og ydede i 1949 støtte til fregatten Amethyst, der i tre måneder havde været blokeret på Yangtze-floden. Hun deltog desuden i Koreakrigen og blev skrottet i 1962. |              |
| 1946     | HMS Concord           | 4051      | 1.915   | Thornycroft byggede to af de otte destroyere af Co undergruppen - en del af de 32 destroyere af C-klassen. Anden Verdenskrig var sluttet, da de blev leveret i 1946. Comus gjorde tjeneste i Koreakrigen og under den kommunistiske opstand i Malaya i 1950erne. Skibet blev skrottet i 1958. Concord blev søsat med navnet Corso, men blev omdøbt i 1946, inden afleveringen. Hun gjorde tjeneste i Fjernøsten og ydede i 1949 støtte til fregatten Amethyst, der i tre måneder havde været blokeret på Yangtze-floden. Hun deltog desuden i Koreakrigen og blev skrottet i 1962. |              |
| 1947     | El Malek Fouad        | 4108      | 3.746   | Et kombineret passager- og fragtskib til Khedivial Mail S.S. Company. I 1956 skiftede hun navn til Nefertiti og i 1961 blev hun solgt til Tirrenia – Compagnia italiana di navigazione i Napoli og fik navnet Olbia, (IMO 5262079). Skrottet i 1972. |              |
| 1948     | HMS Crossbow          | 4074      | 1.980   | Royal Navys bestilling på 20 destroyere af Weapon klassen omfattede fire fra Thornycroft. Efter Anden Verdenskrig revurderede den britiske flåde sit behov for destroyere, og kun to af de fire, Crossbow og Culverin, blev søsat, og kun Crossbow blev færdigbygget. I 1957-1959 blev torpedoapparaterne fjernet og erstattet med en kraftig mast med radarudstyr, så skibet kunne yde radarvarsling for en flådestyrke centreret omkring hangarskibe. Solgt til skrot i december 1971 og ankom til ophugning i januar 1972. |              |
| 1948     | Commandant Quéré      | 4114      | 4.478   | Bygget til Compagnie Générale Transatlantique og sejlede på Middelhavet, primært mellem Korsika og det franske fastland. Skrottet i 1969. |              |
| 1949     | Atlas                 | 4115      | 500     | To slæbebåde til koloniadministrationen i Nigeria, med hjemhavn i Lagos. I 1957 blev begge overført til Nigerian Ports Authority. Atlas forliste ni sømil øst for Lagos i august 1967. Vulcan blev solgt til Tsavliris (Salvage & Towage) Ltd i Piraeus i 1967 og omdøbt til Nisos Thasos. Blev skrottet i 1970. |              |
| 1949     | Vulcan                | 4116      | 500     | To slæbebåde til koloniadministrationen i Nigeria, med hjemhavn i Lagos. I 1957 blev begge overført til Nigerian Ports Authority. Atlas forliste ni sømil øst for Lagos i august 1967. Vulcan blev solgt til Tsavliris (Salvage & Towage) Ltd i Piraeus i 1967 og omdøbt til Nisos Thasos. Blev skrottet i 1970. |              |
| 1949     | Stalwart              | 4117      | 456     | En slæbebåd til Calcutta Port Trust. IMO nummer 5337915. Er sparsomt dokumenteret online og er måske stadig flydende. |              |
| 1949     | Balmoral              | 4120      | 688     | En bil- og passagerfærge til Red Funnel Line, til ruten mellem Southampton and Cowes på Isle ot Wight Solgt til P & A Campbell i 1979 med hjemhavn i Bristol. I 1983 blev hun overtaget af Craig Inns som havde planerne om at anvende skibet som flydende restaurant. Projektet blev imidlertid opgivet og Balmoral kom til Bristolkanalen i 1985, med Helseam Ltd. som ejere. I 1995 blev hun købt af Waverley SN Co Ltd og blev en del af National Historic Fleet. Siden 2015 har hun været ejet af MV Balmoral Fund Limited. |              |
| 1949     | Atile                 | 4122      | 193     | En slæbebåd til Anglo Saxon Petroleum. Er sparsomt dokumenteret online. |              |
| 1951     | Ucayali               | 4126      | 320     | To flodkanonbåde til Perus flåde. Pennantnumre henholdsvis CF-14 og CF-13. |              |
| 1951     | Marañón               | 4127      | 320     | To flodkanonbåde til Perus flåde. Pennantnumre henholdsvis CF-14 og CF-13. |              |
| 1952     | HMS Duchess           | 4087      | 2.950   | Værftet i Woolston byggede en af de otte destroyere af Daring klassen til Royal Navy. I 1964 blev hun udlånt til Royal Australian Navy og blev senere købt. Omdannet til skoleskib i 1973-1974. Forlod aktiv tjeneste i 1977 og blev solgt til skrot i 1980. |              |
| 1951     | Blenheim              | 4123      | 4.766   | To kombinerede passager- og fragtskibe, søsat af Thornycroft og færdigapterede på Akers værft i Oslo (Byggenumre 490 og 494). Ejet af Ganger Rolf ASA (et datterselskab af Fred Olsen & Co.) Begge var indsat på ruten Olso-Kristiansand-Newcastle. Blenheim blev voldsomt skadet ved en brand i 1968 og blev i 1969 solgt til A/S Uglands Rederi, i Grimstad, Norge. Blev derpå ombygget til bilfragtskib på 2.466 BRT og omdøbt til Cilaos. I 1973 blev hun solgt til Ocean Car Carriers Pte Ltd i Singapore (IMO 5046334). Sogt til skrot i 1981. Braemar sejlede videre i Norge til 1973, da hun blev solgt til Dashwood Finance Co Ltd i Manilla og omdøbt til The Philippine Tourist. (IMO 5050074). Blev opankret som flydende kasino i 1976, og hvad der herefter skete er kun sparsomt dokumenteret. |              |
| 1953     | Braemar               | 4145      | 4.766   | To kombinerede passager- og fragtskibe, søsat af Thornycroft og færdigapterede på Akers værft i Oslo (Byggenumre 490 og 494). Ejet af Ganger Rolf ASA (et datterselskab af Fred Olsen & Co.) Begge var indsat på ruten Olso-Kristiansand-Newcastle. Blenheim blev voldsomt skadet ved en brand i 1968 og blev i 1969 solgt til A/S Uglands Rederi, i Grimstad, Norge. Blev derpå ombygget til bilfragtskib på 2.466 BRT og omdøbt til Cilaos. I 1973 blev hun solgt til Ocean Car Carriers Pte Ltd i Singapore (IMO 5046334). Sogt til skrot i 1981. Braemar sejlede videre i Norge til 1973, da hun blev solgt til Dashwood Finance Co Ltd i Manilla og omdøbt til The Philippine Tourist. (IMO 5050074). Blev opankret som flydende kasino i 1976, og hvad der herefter skete er kun sparsomt dokumenteret. |              |
| 1953     | Horus                 | 4134      | 337     | Thornycroft solgte denne slæbebåd til Cie Universelle du Canal Maritime de Suez (der drev Suez-kanalen), med hjemhavn i Port Said. Efter at kanalen var blevet nationaliseret, overgik ejerskabet af skibet til Suez Canal Authority i 1958. Udgik i 1996. (IMO 5155331). |              |
| 1953     | Vigilant              | 4141      | 728     | Et bjærgningsskib til Mersey Docks & Harbour Board i Liverpool. I 1978 skiftede hun navn til Staunch og blev ophugget samme år. (IMO 5380170). |              |
| 1953     | Hamtun                | 4151      | 318     | En slæbebåd, ejet af værftet selv indtil 1959, da hun blev købt af Red Funnel Line, også i Southampton. I 1970 blev hun købt af Union de Remorquage et de Sauvetage SA i Antwerpen, og ejerne omdøbte hende i 1972 til Nathalie Letzer. I 1974 blev hun ombygget og opmålt til 394 GRT. I 1987 var hun tilbage i Storbritannien, som Anglican Lady, ejet af Klyne Tugs (Lowestoft) Ltd. I 1991 blev slæbebåden sendt til Sault Ste Marie i Canada af de nye ejere Purvis Marine Ltd. (IMO 5141483). Er tilsyneladende stadig aktiv. |              |
| 1953     | Sir Bevois            | 4158      | 318     | Denne slæbebåd var næste identisk med Hamtun og var lige som denne ejet af værftet indtil 1959, da den blev købt af Red Funnel Line i Southampton. I 1968 blev den solgt til John Howard & Co (Northern) Ltd i Liverpool og omdøbt til Amanda Howard. Ophugget i 1970. (IMO 5329437) |              |
| 1955     | Sechura               | 4159      | 4.297   | Et tankskib til Perus flåde, med pennantnummer ATP-54, i tjeneste fra 1956. I 1968 solgt til Veneziatankers Sas i Venedig og omdøbt til Monte Grappa. Blev i 1976 solgt til Francesco Saverio Salonia i Rome og fik navnet Micheleesse. Solgt til skrot i 1981. (IMO 5317070) |              |
| 1955     | Barana                | 4162      | 361     | En slæbebåd til regeringen i Sri Lanka, med hjemhavn i Colombo. Maskineriet brød ned i 1991, og hun blev efterfølgende skrottet. (IMO 5036171) |              |
| 1956     | Scillonian            | 4130      | 921     | En færge til Isles of Scilly Steamship Company. Fragtede passagerer og gods mellem Isles of Scilly og Penzance, i Cornwall. Blev i 1977 købt af P.& A.Campbell i Bristol og omdøbt til Devonia. I 1982 blev hun solgt til John Graham & Maureen M.Thompson i Glasgow og omdøbt til Devonium. Senere samme år blev hun solgt videre til Torbay Seaways & Stevedores Ltd, som ændrede navnet tilbage til Devonia. I 1984 blev hun solgt igen, denne gang til Norse Atlantic Ferries Ltd, med navneskifte til Syllingar og rutefart omkring Orkneyøerne. I 1986 kom et nyt salg og navneskifte, denne gang til Remvi, ejet af Hellenic Cruising Holidays i Pireus. I 1989 fulgte et salg til J.A.R.Atlantic Ocean Ltd i Belize, med navneskifte til Africa Queen, og rute i Vestafrika. Navnet blev ændret til Princess Eliana i 1997. Den sidste handel fulgte i 1998, da hun blev Olga J., ejet af John Christodoulo i Belize. Han efterlod hende og besætningen uden midler i Burgas i Bulgarien i 1999. Der lå skibet til 2007, da det blev ribbet for værdier og efterladt som flydende vrag. (IMO 5315723).                                                                     |              |
| 1956     | Atherfield            | 4163      | 246     | To slæbebåde til Red Funnel Line i Southampton. Atherton fik navnet Irwing Hemlock i 1972 og derpå Swellmaster i 1996, med base i Canada. Senest observeret januar 2017. (IMO 5028605). Culver blev også omtalt som brandslukningsskib. (IMO 5082895). Er sparsomt dokumenteret på nettet. |              |
| 1956     | Culver                | 4164      | 246     | To slæbebåde til Red Funnel Line i Southampton. Atherton fik navnet Irwing Hemlock i 1972 og derpå Swellmaster i 1996, med base i Canada. Senest observeret januar 2017. (IMO 5028605). Culver blev også omtalt som brandslukningsskib. (IMO 5082895). Er sparsomt dokumenteret på nettet. |              |
| 1953     | HMS Coniston          | 4135      | 360     | Der blev bygget 117 minestrygere af Ton-klassen til Royal Navy, og 12 af dem blev leveret af Thornycroft. - Coniston blev solgt til bjergningsselskabet Metrec Ltd i 1970 og omdøbt til Investic. Ophugget i 1973. - Alcaston blev overført til Australien som HMAS Snipe i 1961. Blev ophugget i 1988. - Alfriston gjorde tjeneste som RNR (Royal Naval Reserve) Warsash 1954-1958 og RNR Kilmorey 1961-1975, fik sit gamle navn igen, og blev ophugget i 1988. - Derriton fungerede som RNR Killiekrankie 1955-1960 og blev ophugget i 1971. - Oulston blev solgt til Irish Naval Service i 1971 og fik navnet LÉ Grainne (CM10). Solgt til skrot i 1987. - Highburton blev solgt til skrot i 1978. - Hickleton gjorde tjeneste i Navy of New Zealand 1965-1966. Solgt til Argentina i 1967 og omdøbt til ARA Neuquen (M1). Udgik i 1996. - Blaxton blev solgt til Irish Naval Service i 1971 og fik navnet LÉ Fola (CM12). Solgt til ophugning i 1987. - Bossington blev skrottet i Belgien i 1989. - Upton blev ophugget i Belgien i 1991. - Walkerton blev ophugget i Middlesbrough i 1990. - Crofton gjorde tjeneste i RNR i 1969-1975, med navnet Warsash. Ophugget i 1987. |              |
| 1953     | HMS Alcaston          | 4136      | 360     | Der blev bygget 117 minestrygere af Ton-klassen til Royal Navy, og 12 af dem blev leveret af Thornycroft. - Coniston blev solgt til bjergningsselskabet Metrec Ltd i 1970 og omdøbt til Investic. Ophugget i 1973. - Alcaston blev overført til Australien som HMAS Snipe i 1961. Blev ophugget i 1988. - Alfriston gjorde tjeneste som RNR (Royal Naval Reserve) Warsash 1954-1958 og RNR Kilmorey 1961-1975, fik sit gamle navn igen, og blev ophugget i 1988. - Derriton fungerede som RNR Killiekrankie 1955-1960 og blev ophugget i 1971. - Oulston blev solgt til Irish Naval Service i 1971 og fik navnet LÉ Grainne (CM10). Solgt til skrot i 1987. - Highburton blev solgt til skrot i 1978. - Hickleton gjorde tjeneste i Navy of New Zealand 1965-1966. Solgt til Argentina i 1967 og omdøbt til ARA Neuquen (M1). Udgik i 1996. - Blaxton blev solgt til Irish Naval Service i 1971 og fik navnet LÉ Fola (CM12). Solgt til ophugning i 1987. - Bossington blev skrottet i Belgien i 1989. - Upton blev ophugget i Belgien i 1991. - Walkerton blev ophugget i Middlesbrough i 1990. - Crofton gjorde tjeneste i RNR i 1969-1975, med navnet Warsash. Ophugget i 1987. |              |
| 1954     | HMS Alfriston         | 4137      | 360     | Der blev bygget 117 minestrygere af Ton-klassen til Royal Navy, og 12 af dem blev leveret af Thornycroft. - Coniston blev solgt til bjergningsselskabet Metrec Ltd i 1970 og omdøbt til Investic. Ophugget i 1973. - Alcaston blev overført til Australien som HMAS Snipe i 1961. Blev ophugget i 1988. - Alfriston gjorde tjeneste som RNR (Royal Naval Reserve) Warsash 1954-1958 og RNR Kilmorey 1961-1975, fik sit gamle navn igen, og blev ophugget i 1988. - Derriton fungerede som RNR Killiekrankie 1955-1960 og blev ophugget i 1971. - Oulston blev solgt til Irish Naval Service i 1971 og fik navnet LÉ Grainne (CM10). Solgt til skrot i 1987. - Highburton blev solgt til skrot i 1978. - Hickleton gjorde tjeneste i Navy of New Zealand 1965-1966. Solgt til Argentina i 1967 og omdøbt til ARA Neuquen (M1). Udgik i 1996. - Blaxton blev solgt til Irish Naval Service i 1971 og fik navnet LÉ Fola (CM12). Solgt til ophugning i 1987. - Bossington blev skrottet i Belgien i 1989. - Upton blev ophugget i Belgien i 1991. - Walkerton blev ophugget i Middlesbrough i 1990. - Crofton gjorde tjeneste i RNR i 1969-1975, med navnet Warsash. Ophugget i 1987. |              |
| 1954     | HMS Derriton          | 4152      | 360     | Der blev bygget 117 minestrygere af Ton-klassen til Royal Navy, og 12 af dem blev leveret af Thornycroft. - Coniston blev solgt til bjergningsselskabet Metrec Ltd i 1970 og omdøbt til Investic. Ophugget i 1973. - Alcaston blev overført til Australien som HMAS Snipe i 1961. Blev ophugget i 1988. - Alfriston gjorde tjeneste som RNR (Royal Naval Reserve) Warsash 1954-1958 og RNR Kilmorey 1961-1975, fik sit gamle navn igen, og blev ophugget i 1988. - Derriton fungerede som RNR Killiekrankie 1955-1960 og blev ophugget i 1971. - Oulston blev solgt til Irish Naval Service i 1971 og fik navnet LÉ Grainne (CM10). Solgt til skrot i 1987. - Highburton blev solgt til skrot i 1978. - Hickleton gjorde tjeneste i Navy of New Zealand 1965-1966. Solgt til Argentina i 1967 og omdøbt til ARA Neuquen (M1). Udgik i 1996. - Blaxton blev solgt til Irish Naval Service i 1971 og fik navnet LÉ Fola (CM12). Solgt til ophugning i 1987. - Bossington blev skrottet i Belgien i 1989. - Upton blev ophugget i Belgien i 1991. - Walkerton blev ophugget i Middlesbrough i 1990. - Crofton gjorde tjeneste i RNR i 1969-1975, med navnet Warsash. Ophugget i 1987. |              |
| 1955     | HMS Oulston           | 4153      | 360     | Der blev bygget 117 minestrygere af Ton-klassen til Royal Navy, og 12 af dem blev leveret af Thornycroft. - Coniston blev solgt til bjergningsselskabet Metrec Ltd i 1970 og omdøbt til Investic. Ophugget i 1973. - Alcaston blev overført til Australien som HMAS Snipe i 1961. Blev ophugget i 1988. - Alfriston gjorde tjeneste som RNR (Royal Naval Reserve) Warsash 1954-1958 og RNR Kilmorey 1961-1975, fik sit gamle navn igen, og blev ophugget i 1988. - Derriton fungerede som RNR Killiekrankie 1955-1960 og blev ophugget i 1971. - Oulston blev solgt til Irish Naval Service i 1971 og fik navnet LÉ Grainne (CM10). Solgt til skrot i 1987. - Highburton blev solgt til skrot i 1978. - Hickleton gjorde tjeneste i Navy of New Zealand 1965-1966. Solgt til Argentina i 1967 og omdøbt til ARA Neuquen (M1). Udgik i 1996. - Blaxton blev solgt til Irish Naval Service i 1971 og fik navnet LÉ Fola (CM12). Solgt til ophugning i 1987. - Bossington blev skrottet i Belgien i 1989. - Upton blev ophugget i Belgien i 1991. - Walkerton blev ophugget i Middlesbrough i 1990. - Crofton gjorde tjeneste i RNR i 1969-1975, med navnet Warsash. Ophugget i 1987. |              |
| 1955     | HMS Highburton        | 4154      | 360     | Der blev bygget 117 minestrygere af Ton-klassen til Royal Navy, og 12 af dem blev leveret af Thornycroft. - Coniston blev solgt til bjergningsselskabet Metrec Ltd i 1970 og omdøbt til Investic. Ophugget i 1973. - Alcaston blev overført til Australien som HMAS Snipe i 1961. Blev ophugget i 1988. - Alfriston gjorde tjeneste som RNR (Royal Naval Reserve) Warsash 1954-1958 og RNR Kilmorey 1961-1975, fik sit gamle navn igen, og blev ophugget i 1988. - Derriton fungerede som RNR Killiekrankie 1955-1960 og blev ophugget i 1971. - Oulston blev solgt til Irish Naval Service i 1971 og fik navnet LÉ Grainne (CM10). Solgt til skrot i 1987. - Highburton blev solgt til skrot i 1978. - Hickleton gjorde tjeneste i Navy of New Zealand 1965-1966. Solgt til Argentina i 1967 og omdøbt til ARA Neuquen (M1). Udgik i 1996. - Blaxton blev solgt til Irish Naval Service i 1971 og fik navnet LÉ Fola (CM12). Solgt til ophugning i 1987. - Bossington blev skrottet i Belgien i 1989. - Upton blev ophugget i Belgien i 1991. - Walkerton blev ophugget i Middlesbrough i 1990. - Crofton gjorde tjeneste i RNR i 1969-1975, med navnet Warsash. Ophugget i 1987. |              |
| 1955     | HMS Hickleton         | 4155      | 360     | Der blev bygget 117 minestrygere af Ton-klassen til Royal Navy, og 12 af dem blev leveret af Thornycroft. - Coniston blev solgt til bjergningsselskabet Metrec Ltd i 1970 og omdøbt til Investic. Ophugget i 1973. - Alcaston blev overført til Australien som HMAS Snipe i 1961. Blev ophugget i 1988. - Alfriston gjorde tjeneste som RNR (Royal Naval Reserve) Warsash 1954-1958 og RNR Kilmorey 1961-1975, fik sit gamle navn igen, og blev ophugget i 1988. - Derriton fungerede som RNR Killiekrankie 1955-1960 og blev ophugget i 1971. - Oulston blev solgt til Irish Naval Service i 1971 og fik navnet LÉ Grainne (CM10). Solgt til skrot i 1987. - Highburton blev solgt til skrot i 1978. - Hickleton gjorde tjeneste i Navy of New Zealand 1965-1966. Solgt til Argentina i 1967 og omdøbt til ARA Neuquen (M1). Udgik i 1996. - Blaxton blev solgt til Irish Naval Service i 1971 og fik navnet LÉ Fola (CM12). Solgt til ophugning i 1987. - Bossington blev skrottet i Belgien i 1989. - Upton blev ophugget i Belgien i 1991. - Walkerton blev ophugget i Middlesbrough i 1990. - Crofton gjorde tjeneste i RNR i 1969-1975, med navnet Warsash. Ophugget i 1987. |              |
| 1956     | HMS Blaxton           | 4156      | 360     | Der blev bygget 117 minestrygere af Ton-klassen til Royal Navy, og 12 af dem blev leveret af Thornycroft. - Coniston blev solgt til bjergningsselskabet Metrec Ltd i 1970 og omdøbt til Investic. Ophugget i 1973. - Alcaston blev overført til Australien som HMAS Snipe i 1961. Blev ophugget i 1988. - Alfriston gjorde tjeneste som RNR (Royal Naval Reserve) Warsash 1954-1958 og RNR Kilmorey 1961-1975, fik sit gamle navn igen, og blev ophugget i 1988. - Derriton fungerede som RNR Killiekrankie 1955-1960 og blev ophugget i 1971. - Oulston blev solgt til Irish Naval Service i 1971 og fik navnet LÉ Grainne (CM10). Solgt til skrot i 1987. - Highburton blev solgt til skrot i 1978. - Hickleton gjorde tjeneste i Navy of New Zealand 1965-1966. Solgt til Argentina i 1967 og omdøbt til ARA Neuquen (M1). Udgik i 1996. - Blaxton blev solgt til Irish Naval Service i 1971 og fik navnet LÉ Fola (CM12). Solgt til ophugning i 1987. - Bossington blev skrottet i Belgien i 1989. - Upton blev ophugget i Belgien i 1991. - Walkerton blev ophugget i Middlesbrough i 1990. - Crofton gjorde tjeneste i RNR i 1969-1975, med navnet Warsash. Ophugget i 1987. |              |
| 1956     | HMS Bossington        | 4157      | 360     | Der blev bygget 117 minestrygere af Ton-klassen til Royal Navy, og 12 af dem blev leveret af Thornycroft. - Coniston blev solgt til bjergningsselskabet Metrec Ltd i 1970 og omdøbt til Investic. Ophugget i 1973. - Alcaston blev overført til Australien som HMAS Snipe i 1961. Blev ophugget i 1988. - Alfriston gjorde tjeneste som RNR (Royal Naval Reserve) Warsash 1954-1958 og RNR Kilmorey 1961-1975, fik sit gamle navn igen, og blev ophugget i 1988. - Derriton fungerede som RNR Killiekrankie 1955-1960 og blev ophugget i 1971. - Oulston blev solgt til Irish Naval Service i 1971 og fik navnet LÉ Grainne (CM10). Solgt til skrot i 1987. - Highburton blev solgt til skrot i 1978. - Hickleton gjorde tjeneste i Navy of New Zealand 1965-1966. Solgt til Argentina i 1967 og omdøbt til ARA Neuquen (M1). Udgik i 1996. - Blaxton blev solgt til Irish Naval Service i 1971 og fik navnet LÉ Fola (CM12). Solgt til ophugning i 1987. - Bossington blev skrottet i Belgien i 1989. - Upton blev ophugget i Belgien i 1991. - Walkerton blev ophugget i Middlesbrough i 1990. - Crofton gjorde tjeneste i RNR i 1969-1975, med navnet Warsash. Ophugget i 1987. |              |
| 1956     | HMS Upton             | 4160      | 360     | Der blev bygget 117 minestrygere af Ton-klassen til Royal Navy, og 12 af dem blev leveret af Thornycroft. - Coniston blev solgt til bjergningsselskabet Metrec Ltd i 1970 og omdøbt til Investic. Ophugget i 1973. - Alcaston blev overført til Australien som HMAS Snipe i 1961. Blev ophugget i 1988. - Alfriston gjorde tjeneste som RNR (Royal Naval Reserve) Warsash 1954-1958 og RNR Kilmorey 1961-1975, fik sit gamle navn igen, og blev ophugget i 1988. - Derriton fungerede som RNR Killiekrankie 1955-1960 og blev ophugget i 1971. - Oulston blev solgt til Irish Naval Service i 1971 og fik navnet LÉ Grainne (CM10). Solgt til skrot i 1987. - Highburton blev solgt til skrot i 1978. - Hickleton gjorde tjeneste i Navy of New Zealand 1965-1966. Solgt til Argentina i 1967 og omdøbt til ARA Neuquen (M1). Udgik i 1996. - Blaxton blev solgt til Irish Naval Service i 1971 og fik navnet LÉ Fola (CM12). Solgt til ophugning i 1987. - Bossington blev skrottet i Belgien i 1989. - Upton blev ophugget i Belgien i 1991. - Walkerton blev ophugget i Middlesbrough i 1990. - Crofton gjorde tjeneste i RNR i 1969-1975, med navnet Warsash. Ophugget i 1987. |              |
| 1958     | HMS Walkerton         | 4161      | 360     | Der blev bygget 117 minestrygere af Ton-klassen til Royal Navy, og 12 af dem blev leveret af Thornycroft. - Coniston blev solgt til bjergningsselskabet Metrec Ltd i 1970 og omdøbt til Investic. Ophugget i 1973. - Alcaston blev overført til Australien som HMAS Snipe i 1961. Blev ophugget i 1988. - Alfriston gjorde tjeneste som RNR (Royal Naval Reserve) Warsash 1954-1958 og RNR Kilmorey 1961-1975, fik sit gamle navn igen, og blev ophugget i 1988. - Derriton fungerede som RNR Killiekrankie 1955-1960 og blev ophugget i 1971. - Oulston blev solgt til Irish Naval Service i 1971 og fik navnet LÉ Grainne (CM10). Solgt til skrot i 1987. - Highburton blev solgt til skrot i 1978. - Hickleton gjorde tjeneste i Navy of New Zealand 1965-1966. Solgt til Argentina i 1967 og omdøbt til ARA Neuquen (M1). Udgik i 1996. - Blaxton blev solgt til Irish Naval Service i 1971 og fik navnet LÉ Fola (CM12). Solgt til ophugning i 1987. - Bossington blev skrottet i Belgien i 1989. - Upton blev ophugget i Belgien i 1991. - Walkerton blev ophugget i Middlesbrough i 1990. - Crofton gjorde tjeneste i RNR i 1969-1975, med navnet Warsash. Ophugget i 1987. |              |
| 1958     | HMS Crofton           | 4173      | 360     | Der blev bygget 117 minestrygere af Ton-klassen til Royal Navy, og 12 af dem blev leveret af Thornycroft. - Coniston blev solgt til bjergningsselskabet Metrec Ltd i 1970 og omdøbt til Investic. Ophugget i 1973. - Alcaston blev overført til Australien som HMAS Snipe i 1961. Blev ophugget i 1988. - Alfriston gjorde tjeneste som RNR (Royal Naval Reserve) Warsash 1954-1958 og RNR Kilmorey 1961-1975, fik sit gamle navn igen, og blev ophugget i 1988. - Derriton fungerede som RNR Killiekrankie 1955-1960 og blev ophugget i 1971. - Oulston blev solgt til Irish Naval Service i 1971 og fik navnet LÉ Grainne (CM10). Solgt til skrot i 1987. - Highburton blev solgt til skrot i 1978. - Hickleton gjorde tjeneste i Navy of New Zealand 1965-1966. Solgt til Argentina i 1967 og omdøbt til ARA Neuquen (M1). Udgik i 1996. - Blaxton blev solgt til Irish Naval Service i 1971 og fik navnet LÉ Fola (CM12). Solgt til ophugning i 1987. - Bossington blev skrottet i Belgien i 1989. - Upton blev ophugget i Belgien i 1991. - Walkerton blev ophugget i Middlesbrough i 1990. - Crofton gjorde tjeneste i RNR i 1969-1975, med navnet Warsash. Ophugget i 1987. |              |
| 1957     | HMS Blackwood         | 4149      | 1.200   | Værftet byggede to af de 12 fregatter af Blackwood klassen til Royal Navy. Blackwood var oprindeligt udstyret med fire 53 cm anti-ubåds torpedorør. Ophugget i 1976. Duncan blev overført til havnetjeneste i de tidlige 1980ere. Udgik i 1984 og blev skrottet i 1985. |              |
| 1958     | HMS Duncan            | 4150      | 1.200   | Værftet byggede to af de 12 fregatter af Blackwood klassen til Royal Navy. Blackwood var oprindeligt udstyret med fire 53 cm anti-ubåds torpedorør. Ophugget i 1976. Duncan blev overført til havnetjeneste i de tidlige 1980ere. Udgik i 1984 og blev skrottet i 1985. |              |
| 1958     | SAS Windhoek          | 4174      | 360     | En minestryger af Ton klassen, bygget til Sydafrikas flåde. Er ikke længere i tjeneste, men den videre skæbne er sparsomt dokumenteret. |              |
| 1958     | Dunnose               | 4182      | 241     | En slæbebåd til Red Funnel Line i Southampton. Blev i 1980 omdøbt til Irving Willow i forbindelse med salg til Atlantic Towing Ltd i Canada, og i 1996 omdøbt til Wavemaster. IMO 5094953. Ophugget i 2005. |              |
| 1959     | Carisbrooke Castle    | 4183      | 672     | En færge til Red Funnel Line i Southampton, med rute mellem Southampton og West Cowes på Isle of Wight. Blev i 1974 solgt til Societa Partenopea di Navigazione S.p.A., Napoli og omdøbt til Citta di Meta, med rute mellem Napoli og Ischia. Blev i 1978 solgt til Soc Campania Regionale Marittima SpA, der også lå i Napoli.Blev i 1987 solgt til Maregiglio S.r.l., Napoli, til ruten mellem Porto Santo Stefano og Isola del Giglio. Blev i 1989 omdøbt til Giglio Expresso II. I 2001 kom der igen nye ejere, Trasporti Regionali Marittimi Srl, og ny rute, mellem Calasetta og Carloforte ved Sardinien. I 2006 kom det sidste ejerskifte, til MF Maddalena Ferry Srl i Genova, og hun blev ophugget i 2007. IMO 5063681. |              |
| 1960     | HMNZ Otago            | 4172      | 2.150   | En fregat af Rothesay klassen, bestilt i 1956 af Royal Navy som Hastings. Ordren blev overtaget af New Zealand i 1957, og hun blev bygget som HMNZ Otago. Udgik i 1983 og solgt til skrot i 1987. |              |
| 1960     | Keverne               | 4189      | 260     | Slæbebåd til J.P. Knight Ltd. Navneskifte til Vaya con Dios i 1987, March i 2004 og Cosan I i 2009. IMO 5186031. |              |
| 1960     | Gatcombe              | 4192      | 513     | Slæbebåd til Red Funnel Line i Southampton. Solgt til Bermuda Marine & Port Authority i 1969 og omdøbt til Bermudian. Navneskifte til Topsham i 1988, ved ejerskifte til Peninsular Sg Co Ltd. I 1989 solgt til Splendid Sg Ltd i Valetta, Malta, og omdøbt til Royal M. Ophugget i Grækenland i 2003. IMO 5126627. |              |
| 1961     | Thorness              | 4194      | 247     | Slæbebåd til Red Funnel Line i Southampton. Omdøbt til Irving Juniper i 1984 og Atlantic Juniper i 1999, med base i Canada. IMO 5360106. |              |
| 1962     | Osborne Castle        | 4196      | 736     | En færge til Red Funnel Line, til ruten mellem Southampton og Cowes. Solgt til Canada i 1978 som Le Gobelet D'Argent. Omdøbt til Le Maxim i 1989 og til Cavalier Maxim i 1993. IMO 5265904. |              |
| 1963     | HMS Gurkha            | 4180      | 2.300   | Thornycroft leverede en af de syv fregatter af Tribal klassen til Royal Navy. I 1984 blev hun solgt til Indonesien og omdøbt til Wilhelmus Zakarias Yohannes. Udgik i 2000. |              |
| 1963     | Ikwerre               | 4200      | 289     | To tilsyneladende identiske slæbebåde. Ikwerre blev leveret til Nigerian Ports Authority i Lagos, Nigeria. (IMO 5411723). Nguvu kom til East African Railwys & Harbours, senere registreret i Tanzania. (IMO 5412739). |              |
| 1963     | Nguvu                 | 4201      | 289     | To tilsyneladende identiske slæbebåde. Ikwerre blev leveret til Nigerian Ports Authority i Lagos, Nigeria. (IMO 5411723). Nguvu kom til East African Railwys & Harbours, senere registreret i Tanzania. (IMO 5412739). |              |
| 1964     | Calshot               | 4202      | 493     | En kombineret slæbebåd og tender til Red Funnel Line i Southampton. Solgt til Antrefo Supplies Ltd i Southampton i 1987. Blev Tara II med hjemsted i Dublin i 1989, ejet af Dublin Bay Cruises (Ireland) Ltd. I 1992 blev hun Boluda Abrego af Valencia, ejet af Remolques del Mediterraneo SA. Ophugget i Tyrkiet i 2012. IMO 6402717. |              |
| 1965     | Chale                 | 4208      | 254     | Slæbebåd til Red Funnel Line i Southampton. |              |
| 1965     | Cowes Castle          | 4209      | 786     | En færge til Red Funnel Line i Southampton. I 1975 blev hun ombygget til roll-on/roll-off, med plads til 25-30 ekstra køretøjer og tonnagen blev øget til 912 tons. I 1993 (eller 1994) solgt til Javno Poduzece "Jadrolinija" PO i Rijeka i Kroatien og omdøbt til Neha. Udgik omkring 2010 og ophugget i Tyrkiet i 2011. IMO 6525002. |              |
| 1966     | Portsmouth Queen      | 4211      | 159     | To små færger til Portsmouth Harbour Ferry Company, til ruten mellem Gosport og Portsmouth. Portsmouth Queen blev solgt i 2016 og kom til Themsen som London Queen. Gosport Queen blev solgt i 2017 og kom ligeledes til Themsen, som Pearl of London. |              |
| 1966     | Gosport Queen         | 4212      | 159     | To små færger til Portsmouth Harbour Ferry Company, til ruten mellem Gosport og Portsmouth. Portsmouth Queen blev solgt i 2016 og kom til Themsen som London Queen. Gosport Queen blev solgt i 2017 og kom ligeledes til Themsen, som Pearl of London. |              |
|          | HMS Juno              | 4207      | 2.350   | Denne fregat af Leander klassen blev bestilt hos Thornycroft af Royal Navy og søsat i Woolston i 1965. Inden hun blev afleveret i 1967, var selskabet fusioneret til Vosper Thornycroft. |              |
|          | HMS Abdiel            | 4210      | 1.375   | Denne minelægger blev bestilt hos Thornycroft af Royal Navy. Inden hun blev søsat i 1967, var selskabet fusioneret til Vosper Thornycroft. |              |

## References
1. ↑  Miramar Ship Index
2. ↑  "Cosens & Co". simplonpc.co.uk (engelsk). Hentet 13. august 2017.
3. ↑  "Canhoneira Fluvial Amapá" (portugisisk). Hentet 9. januar 2017.
4. ↑  Piper, Trevor (2006). Vosper Thornycroft Built Warships (engelsk). Liskeard, Cornwall: Maritime Books. s. 15. ISBN 1-904459-21-8.
5. 1 2  Gray, Randal (1985). All The World's Fighting Ships, 1906-1921 (engelsk). Greenwich: Conway Maritime Press. s. 71-72. ISBN 0-85177-245-5.
6. ↑  "Paso de Obligado". histarmar.org (spansk). Hentet 9. januar 2017.
7. ↑  "Paso de San Lorenzo". histarmar.org (spansk). Hentet 9. januar 2017.
8. ↑  "Paso de Martín García". histarmar.org (spansk). Hentet 9. januar 2017.
9. ↑  Gray, Randal (1985). All The World's Fighting Ships, 1906-1921 (engelsk). Greenwich: Conway Maritime Press. s. 73-74. ISBN 0-85177-245-5.
10. ↑  Chesnau, Roger (1980). All The World's Fighting Ships, 1922-1946 (engelsk). Greenwich: Conway Maritime Press. s. 396. ISBN 0-85177-146-7.
11. ↑  Gray, Randal (1985). All The World's Fighting Ships, 1906-1921 (engelsk). Greenwich: Conway Maritime Press. s. 74. ISBN 0-85177-245-5.
12. ↑  Gray, Randal (1985). All The World's Fighting Ships, 1906-1921 (engelsk). Greenwich: Conway Maritime Press. s. 75. ISBN 0-85177-245-5.
13. ↑  Chesnau, Roger (1980). All The World's Fighting Ships, 1922-1946 (engelsk). Greenwich: Conway Maritime Press. s. 416. ISBN 0-85177-146-7.
14. ↑  Gray, Randal (1985). All The World's Fighting Ships, 1906-1921 (engelsk). Greenwich: Conway Maritime Press. s. 75-76. ISBN 0-85177-245-5.
15. ↑  Piper, Trevor (2006). Vosper Thornycroft Built Warships (engelsk). Liskeard, Cornwall: Maritime Books. s. 18. ISBN 1-904459-21-8.
16. ↑  Gray, Randal (1985). All The World's Fighting Ships, 1906-1921 (engelsk). Greenwich: Conway Maritime Press. s. 76. ISBN 0-85177-245-5.
17. ↑  Gray, Randal (1985). All The World's Fighting Ships, 1906-1921 (engelsk). Greenwich: Conway Maritime Press. s. 76-80. ISBN 0-85177-245-5.
18. ↑  Chesnau, Roger (1980). All The World's Fighting Ships, 1922-1946 (engelsk). Greenwich: Conway Maritime Press. s. 11. ISBN 0-85177-146-7.
19. ↑  "Remolcadores 1900/1970". histarmar.com.ar (spansk). Hentet 1. september 2017.
20. ↑  Gray, Randal (1985). All The World's Fighting Ships, 1906-1921 (engelsk). Greenwich: Conway Maritime Press. s. 79-80. ISBN 0-85177-245-5.
21. ↑  Gray, Randal (1985). All The World's Fighting Ships, 1906-1921 (engelsk). Greenwich: Conway Maritime Press. s. 89. ISBN 0-85177-245-5.
22. ↑  Gray, Randal (1985). All The World's Fighting Ships, 1906-1921 (engelsk). Greenwich: Conway Maritime Press. s. 88. ISBN 0-85177-245-5.
23. ↑  Piper, Trevor (2006). Vosper Thornycroft Built Warships (engelsk). Liskeard, Cornwall: Maritime Books. s. 24. ISBN 1-904459-21-8.
24. ↑  Gray, Randal (1985). All The World's Fighting Ships, 1906-1921 (engelsk). Greenwich: Conway Maritime Press. s. 81-82. ISBN 0-85177-245-5.
25. ↑  Piper, Trevor (2006). Vosper Thornycroft Built Warships (engelsk). Liskeard, Cornwall: Maritime Books. s. 25. ISBN 1-904459-21-8.
26. 1 2  Gray, Randal (1985). All The World's Fighting Ships, 1906-1921 (engelsk). Greenwich: Conway Maritime Press. s. 82-83. ISBN 0-85177-245-5.
27. ↑  Gray, Randal (1985). All The World's Fighting Ships, 1906-1921 (engelsk). Greenwich: Conway Maritime Press. s. 83-84. ISBN 0-85177-245-5.
28. ↑  Gray, Randal (1985). All The World's Fighting Ships, 1906-1921 (engelsk). Greenwich: Conway Maritime Press. s. 84-85. ISBN 0-85177-245-5.
29. ↑  Gray, Randal (1985). All The World's Fighting Ships, 1906-1921 (engelsk). Greenwich: Conway Maritime Press. s. 85-86. ISBN 0-85177-245-5.
30. ↑  "1921 TT Sjømand". skipshistorie.net (engelsk og norsk). Hentet 19. september 2017.
31. ↑  "History of Wallasey Ferries". /www.historyofwallasey.co.uk (engelsk). Hentet 19. september 2017.
32. ↑  "Southend Britannia". Association of Dunkirk Little Ships (engelsk). Arkiveret fra originalen 9. juli 2017. Hentet 28. februar 2017.
33. ↑  Chesnau, Roger (1980). All The World's Fighting Ships, 1922-1946 (engelsk). Greenwich: Conway Maritime Press. s. 37. ISBN 0-85177-146-7.
34. ↑  Chesnau, Roger (1980). All The World's Fighting Ships, 1922-1946 (engelsk). Greenwich: Conway Maritime Press. s. 422. ISBN 0-85177-146-7.
35. ↑  "Tug Tender Calshot Trust" (engelsk). Arkiveret fra originalen 27. juni 2017. Hentet 6. marts 2017.
36. ↑  "HMS Anna Marie (FY 004)". uboat.net (engelsk). Hentet 6. marts 2017.
37. 1 2  Chesnau, Roger (1980). All The World's Fighting Ships, 1922-1946 (engelsk). Greenwich: Conway Maritime Press. s. 37-38. ISBN 0-85177-146-7.
38. ↑  "Bland Line" (engelsk). The Ships List. Hentet 7. marts 2017.
39. ↑  Chesnau, Roger (1980). All The World's Fighting Ships, 1922-1946 (engelsk). Greenwich: Conway Maritime Press. s. 38. ISBN 0-85177-146-7.
40. ↑  "RN gunboats and monitors" (engelsk). SmugMug. Hentet 7. marts 2017. {{cite web}}: Tjek |url= (hjælp)CS1-vedligeholdelse: url-status (link)
41. ↑  "HMS Sandpiper, British River Gunboat, WW2" (engelsk). naval-history.net. Hentet 24. september 2017.
42. ↑  Chesnau, Roger (1980). All The World's Fighting Ships, 1922-1946 (engelsk). Greenwich: Conway Maritime Press. s. 78. ISBN 0-85177-146-7.
43. ↑  Chesnau, Roger (1980). All The World's Fighting Ships, 1922-1946 (engelsk). Greenwich: Conway Maritime Press. s. 63–64. ISBN 0-85177-146-7.
44. ↑  Chesnau, Roger (1980). All The World's Fighting Ships, 1922-1946 (engelsk). Greenwich: Conway Maritime Press. s. 39. ISBN 0-85177-146-7.
45. ↑  "Gracie Fields (1936-1940)" (engelsk). Red Funnel Steamers. Hentet 11. marts 2017.
46. ↑  Chesnau, Roger (1980). All The World's Fighting Ships, 1922-1946 (engelsk). Greenwich: Conway Maritime Press. s. 62. ISBN 0-85177-146-7.
47. 1 2  Chesnau, Roger (1980). All The World's Fighting Ships, 1922-1946 (engelsk). Greenwich: Conway Maritime Press. s. 40. ISBN 0-85177-146-7.
48. ↑  "Info Page for Motor Yacht Shemara by JI Thornycroft & Co". CharterWorld.com. Charterworld Limited. Arkiveret fra originalen 28. juni 2012. Hentet 13. juli 2013.
49. 1 2  Chesnau, Roger (1980). All The World's Fighting Ships, 1922-1946 (engelsk). Greenwich: Conway Maritime Press. s. 57. ISBN 0-85177-146-7.
50. 1 2  Chesnau, Roger (1980). All The World's Fighting Ships, 1922-1946 (engelsk). Greenwich: Conway Maritime Press. s. 41. ISBN 0-85177-146-7.
51. ↑  Chesnau, Roger (1980). All The World's Fighting Ships, 1922-1946 (engelsk). Greenwich: Conway Maritime Press. s. 36-37. ISBN 0-85177-146-7.
52. ↑  "Sivrihisar Minelayers (1940)". navypedia.org (engelsk). Hentet 8. juni 2017. This source cites completition year as 1940 for both
53. ↑  Chesnau, Roger (1980). All The World's Fighting Ships, 1922-1946 (engelsk). Greenwich: Conway Maritime Press. s. 408. ISBN 0-85177-146-7.
54. ↑  Chesnau, Roger (1980). All The World's Fighting Ships, 1922-1946 (engelsk). Greenwich: Conway Maritime Press. s. 46. ISBN 0-85177-146-7.
55. ↑  Chesnau, Roger (1980). All The World's Fighting Ships, 1922-1946 (engelsk). Greenwich: Conway Maritime Press. s. 42. ISBN 0-85177-146-7.
56. ↑  Chesnau, Roger (1980). All The World's Fighting Ships, 1922-1946 (engelsk). Greenwich: Conway Maritime Press. s. 47. ISBN 0-85177-146-7.
57. ↑  Chesnau, Roger (1980). All The World's Fighting Ships, 1922-1946 (engelsk). Greenwich: Conway Maritime Press. s. 57-58. ISBN 0-85177-146-7.
58. ↑  Chesnau, Roger (1980). All The World's Fighting Ships, 1922-1946 (engelsk). Greenwich: Conway Maritime Press. s. 42-43. ISBN 0-85177-146-7.
59. ↑  Chesnau, Roger (1980). All The World's Fighting Ships, 1922-1946 (engelsk). Greenwich: Conway Maritime Press. s. 43. ISBN 0-85177-146-7.
60. ↑  "HMS LCT 7035". uboat.net (engelsk). Hentet 16. juni 2017.
61. ↑  Chesnau, Roger (1980). All The World's Fighting Ships, 1922-1946 (engelsk). Greenwich: Conway Maritime Press. s. 76. ISBN 0-85177-146-7.
62. 1 2  Chesnau, Roger (1980). All The World's Fighting Ships, 1922-1946 (engelsk). Greenwich: Conway Maritime Press. s. 43-44. ISBN 0-85177-146-7.
63. ↑  Chesnau, Roger (1980). All The World's Fighting Ships, 1922-1946 (engelsk). Greenwich: Conway Maritime Press. s. 44. ISBN 0-85177-146-7.
64. ↑  "Historique de la Societe Nationale Maritime Corse-Mediterranee". xav99.chez.com (fransk). Hentet 16. juni 2017.
65. ↑  Chesnau, Roger (1980). All The World's Fighting Ships, 1922-1946 (engelsk). Greenwich: Conway Maritime Press. s. 45. ISBN 0-85177-146-7.
66. ↑  "Cilaos (ex. Blenheim)". faergelejet.dk. Hentet 19. juni 2017.
67. ↑  "The Philippine Tourist I (ex. Braemar)". faergelejet.dk. Hentet 19. juni 2017.
68. ↑  "Anglican Lady". boatnerd.com (engelsk). Hentet 20. juni 2017.
69. ↑  "ITF Rescues Sailors Abandoned in Bulgaria". ghanaweb.com (engelsk). Arkiveret fra originalen 20. januar 2018. Hentet 21. juni 2017.
70. ↑  "Swellmaster - IMO 5028605". shipspotting.com (engelsk). Hentet 21. juni 2017.
71. ↑  Gardiner, Robert (1983). All The World's Fighting Ships, 1947-1982 (engelsk). London: Conway Maritime Press. s. 178-180. ISBN 0-85177-225-0.
72. ↑  Gardiner, Robert (1983). All The World's Fighting Ships, 1947-1982 (engelsk). London: Conway Maritime Press. s. 160-161. ISBN 0-85177-225-0.
73. ↑  Gardiner, Robert (1983). All The World's Fighting Ships, 1947-1982 (engelsk). London: Conway Maritime Press. s. 320. ISBN 0-85177-225-0.
74. ↑  "Dunnose - IMO 5094953". shipspotting.com (engelsk). Hentet 31. juli 2017.
75. ↑  "Carisbrooke Castle". simplonpc.co.uk (engelsk). Hentet 31. juli 2017.
76. ↑  Gardiner, Robert (1983). All The World's Fighting Ships, 1947-1982 (engelsk). London: Conway Maritime Press. s. 282. ISBN 0-85177-225-0.
77. ↑  "Osborne Castle". simplonpc.co.uk (engelsk). Hentet 13. august 2017.
78. ↑  Gardiner, Robert (1983). All The World's Fighting Ships, 1947-1982 (engelsk). London: Conway Maritime Press. s. 162. ISBN 0-85177-225-0.
79. ↑  "Vessel Archive 1951-1982". redfunnel.co.uk (engelsk). Hentet 24. august 2017.